# 15 kwietnia
15 kwietnia jest 105. (w latach przestępnych 106.) dniem w kalendarzu gregoriańskim. Do końca roku pozostaje 260 dni.

## Święta
- Imieniny obchodzą: Abel, Anastazja, Bazylisa, Cezariusz, Cezary, Eutyches, Maksym, Maro, Maron, Modest, Olimpia, Piotr, Potencjana, Potencjanna, Rodan, Sylwester, Sylwestra, Teodor, Tytus, Wiktoryn i Wszegniew
- Międzynarodowe – Międzynarodowy Dzień Kombatanta[1]

- Światowy Dzień Sztuki

- Wspomnienia i święta w Kościele katolickim obchodzą[2][3]:
  - święte Anastazja i Bazylisa
  - bł. Cezary de Bus († 1607, kapłan)[4]
  - św. Patern z Vannes (biskup)
  - św. Rodan z Lorrha (apostoł Irlandii)
  - św. Piotr González (hiszp. San Elmo lub San Telmo; wspomnienie również 14 kwietnia)

## Wydarzenia w Polsce
- 1499 – Wojna polsko-turecka (1485–1503): w Krakowie zawarto układ polsko-mołdawski na mocy którego hospodar Stefan III Wielki przestał być lennikiem króla polskiego Jana I Olbrachta. Oba państwa oraz Węgry i Litwę połączyło przymierze antytureckie.
- 1589 – Krzysztof Radziwiłł Piorun został hetmanem wielkim litewskim.
- 1803 – Wybuchł wielki pożar Poznania.
- 1831 – Powstanie listopadowe: podczas bitwy pod Liwem powstańcy odparli Rosjan usiłujących przeprawić się przez rzekę Liwiec.
- 1864 – Na mocy carskiego ukazu o uwłaszczeniu chłopów zniesiono pańszczyznę w Królestwie Polskim.
- 1939 – Założono Stronnictwo Demokratyczne.
- 1942 – W kamieniołomach w krakowskiej dzielnicy Podgórze Niemcy utworzyli obóz pracy „Liban”.
- 1943 – W getcie w Kopyczyńcach w dawnym województwie tarnopolskim Niemcy rozstrzelali około 500 Żydów.
- 1944 – Armia Czerwona zajęła Tarnopol.
- 1945:
  - Początek akcji UPA skierowanej przeciwko posterunkom MO w powiatach sanockim i przemyskim.
  - W Krakowie ukazało się pierwsze wydanie tygodnika „Przekrój”.
- 1953 – Założono KS Wisła.
- 1956 – Ogłoszono amnestię.
- 1970 – W rewanżowym meczu półfinałowym Pucharu Zdobywców Pucharów Górnik Zabrze zremisował na Stadionie Śląskim w Chorzowie z AS Roma 2:2. O awansie Górnika do finału zdecydowało losowanie po trzecim meczu, zakończonym ponownie remisem, rozegranym 22 kwietnia w Strasburgu.
- 1972 – Rozpoczęto budowę Huty Katowice.
- 1982 – Dokonano oblotu prototypo szybowca SZD-48 Jantar Standard 3.
- 1983 – Rozpoczęto budowę metra warszawskiego.
- 1989 – Rozpoczął się pierwszy kongres reaktywowanej Polskiej Partii Socjalistycznej.
- 1997 – Rada Ministrów wydała rozporządzenia o utworzeniu specjalnych stref ekonomicznych: legnickiej, łódzkiej i wałbrzyskiej.
- 1998 – Utworzono samolotowy Zespół Akrobacyjny „Orlik”.
- 1999:
  - Rozpoczęła się seryjna produkcja Poloneza kombi.
  - Założono Sojusz Lewicy Demokratycznej.
- 2000 – Utworzono Centralne Biuro Śledcze.
- 2010 – Prezydent RP Lech Kaczyński otrzymał pośmiertnie tytuł Honorowego Obywatela miasta stołecznego Warszawy.
- 2013 – Wystartował kanał TVP Rozrywka.

## Wydarzenia na świecie

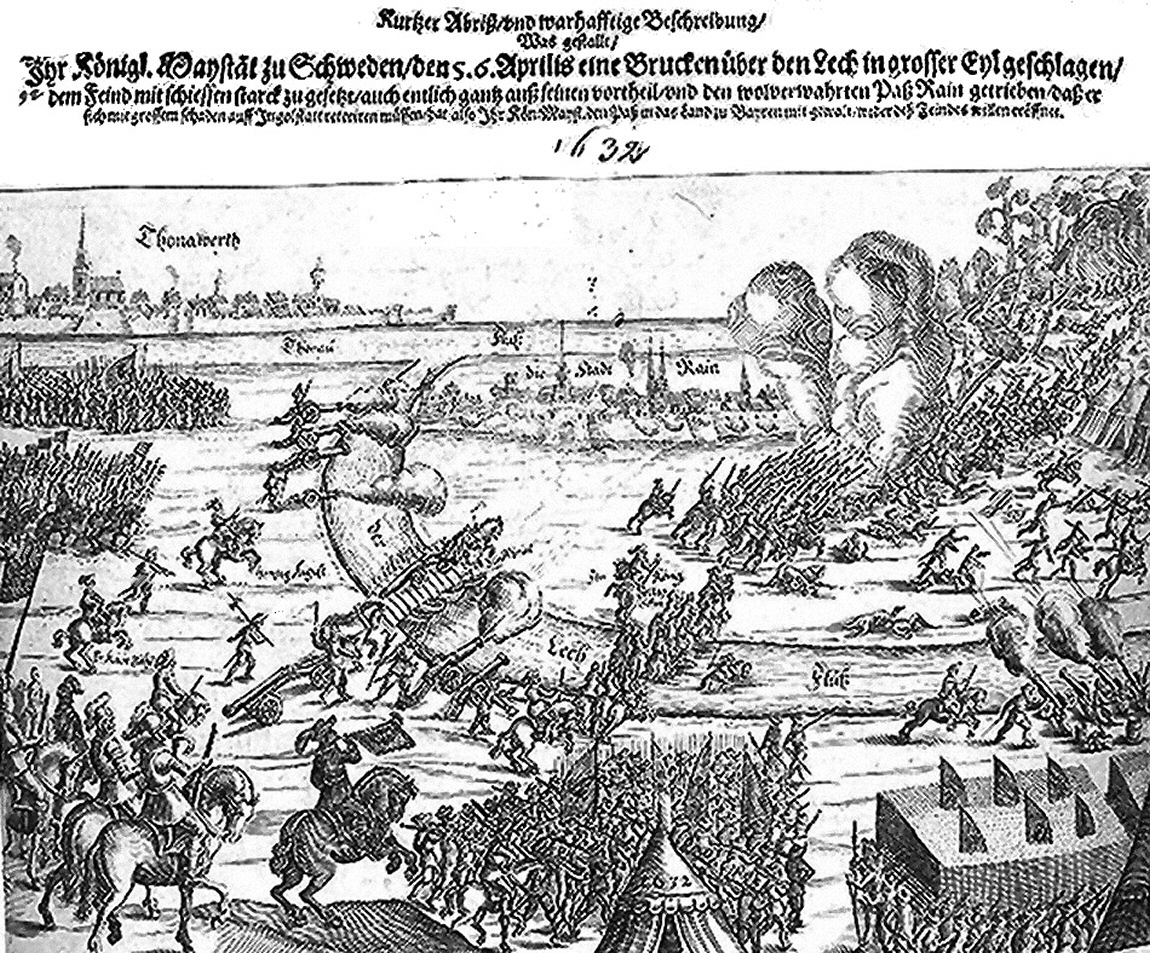
Bitwa pod Rain nad rzeką Lech (1632) na XVII-wiecznej rycinie

- 55 p.n.e. – Ptolemeusz XII, po obaleniu dzięki rzymskiej interwencji swej córki Bereniki IV, przejął ponownie władzę w Egipcie.
- 1071 – Normanowie pod wodzą Roberta Guiscarda zdobyli po trzyletnim oblężeniu Bari, co ostatecznie położyło kres bizantyńskiemu panowaniu w południowej Italii.
- 1191 – Papież Celestyn III koronował w Rzymie króla niemieckiego Henryka VI Hohenstaufa na cesarza rzymskiego.
- 1218 – Berno otrzymało status wolnego miasta Rzeszy.
- 1277 – Zwycięstwo Mameluków nad Ilchanidami w bitwie pod Abulustajn.
- 1395 – W bitwie nad Terekiem wojska Złotej Ordy dowodzone przez Tamerlana pokonały wojska tatarskie pod wodzą Tochtamysza.
- 1450 – Wojna stuletnia: zwycięstwo Francuzów nad Anglikami w bitwie o Formigny; koniec angielskiej dominacji w północnej Francji.
- 1632 – Wojna trzydziestoletnia: zakończyła się bitwa pod Rain nad rzeką Lech, w której Szwedzi pokonali wojska niemieckiej Ligi Katolickiej.
- 1638 – Zdławiono powstanie na półwyspie Shimabara w Japonii.
- 1715 – Wybuchła wojna między białymi osadnikami a Indianami z plemion Yamassee wspomaganymi przez wojowników z plemienia Krik, którzy zaatakowali kolonię Karolinę Południową, głównie okolice osiedla Charleston.
- 1736 – Theodor von Neuhoff został wybrany królem Korsyki jako Teodor I.
- 1742 – Papież Benedykt XIV erygował wikariat apostolski Konstantynopola.
- 1745 – Wojna o sukcesję austriacką: zwycięstwo wojsk austriackich nad francusko-bawarsko-palatyńskimi w bitwie pod Pfaffenhofen.
- 1770 – Brytyjski uczony Joseph Priestley wynalazł gumkę do ścierania.
- 1783 – Papież Pius VI erygował archidiecezję mohylewską.
- 1790 – Zwodowano brytyjski okręt liniowy HMS „Queen Charlotte”.
- 1795 – Baeda Maryam II został cesarzem Etiopii.
- 1796 – I koalicja antyfrancuska: zwycięstwo wojsk francuskich nad austriacko-sardyńskimi w bitwie pod Dego.
- 1798 – Francja anektowała Genewę.
- 1825 – Wojna o niepodległość Grecji: wojska tureckie rozpoczęły oblężenie Missolungi.
- 1834 – Wojsko brutalnie stłumiło II powstanie tkaczy w Lyonie.
- 1844 – Wojna o niepodległość Dominikany: zwycięstwo floty dominikańskiej nad haitańską w bitwie koło Puerto Tortuguero.
- 1847 – Francuskie okręty wojenne zbombardowały port Đà Nẵng w środkowym Wietnamie, zatapiając wietnamskie statki i powodując wiele ofiar.
- 1848 – 76 niewolników podjęło nieudaną próbę ucieczki szkunerem z Waszyngtonu do Delaware, gdzie zniesiono niewolnictwo.
- 1850 – San Francisco otrzymało prawa miejskie.
- 1857 – Brytyjski astronom Norman Pogson odkrył planetoidę (43) Ariadne.
- 1861 – Prezydent USA Abraham Lincoln wygłosił orędzie wzywające do mobilizacji sił Unii w wojnie secesyjnej.
- 1865 – Dotychczasowy wiceprezydent Andrew Johnson zastąpił na stanowisku prezydenta USA Abrahama Lincolna, zmarłego w wyniku zamachu dokonanego poprzedniego dnia.
- 1883 – Fryderyk Franciszek III został wielkim księciem Meklemburgii-Schwerinu.
- 1896 – W Atenach zakończyły się I Letnie Igrzyska Olimpijskie.
- 1900:
  - Wojna filipińsko-amerykańska: wojska filipińskie rozpoczęły oblężenie Catubig.
  - W swym pierwszym oficjalnym meczu A.C. Milan przegrał z Torino FC 0:3.
- 1902 – Członek Organizacji Bojowej Eserowców Stiepan Bałmaszow zastrzelił w Petersburgu ministra spraw wewnętrznych Imperium Rosyjskiego Dmitrija Sipiagina.
- 1912:
  - Ukazało się pierwsze wydanie brytyjskiego lewicowego dziennika „Daily Herald”.
  - W trakcie swego dziewiczego rejsu z Southampton do Nowego Jorku zatonął po zderzeniu z górą lodową brytyjski transatlantyk RMS „Titanic”. Zginęło ponad 1500 osób, uratowano około 730.
- 1914 – Zwodowano rosyjski pancernik „Impierator Aleksandr III”.
- 1915:
  - I wojna światowa: zwycięstwo wojsk rosyjskich nad tureckimi w bitwie pod Salmas.
  - Rewolucja meksykańska: zwycięstwo wojsk kontrrewolucyjnych w bitwie pod Celayą (6-15 kwietnia).
- 1916 – I wojna światowa: zwycięstwo wojsk rosyjskich nad tureckimi w bitwie o Trabzon (5 lutego-15 kwietnia).
- 1917 – I wojna światowa: na Morzu Śródziemnym zostały zatopione przez niemieckie okręty podwodne SM UC-74 i SM U-33 brytyjskie transportowce SS „Arcadian” (277 ofiar) i SS „Cameronia” (ok. 210 ofiar).
- 1920:
  - Carlos Herrera y Luna został prezydentem Gwatemali.
  - Na Litwie zakończyły się dwudniowe wybory do Sejmu Ustawodawczego.
  - W South Baintree w stanie Massachusetts doszło do dwóch morderstw na tle rabunkowym, o co zostali oskarżeni i następnie skazani na śmierć włoscy anarchiści Sacco i Vanzetti.
- 1925:
  - Powstało amerykańskie przedsiębiorstwo Caterpillar, jeden z największych producentów maszyn budowlanych i górniczych oraz silników dieslowskich i turbin gazowych.
  - W Hanowerze wykonano wyrok śmierci na seryjnym mordercy Fritzu Haarmannie.
- 1927 – Rozpoczęła się powódź nad Missisipi.
- 1928 – Australijski lotnik George Hubert Wilkins jako pierwszy osiągnął północny biegun niedostępności.
- 1931 – W Nowym Jorku został zastrzelony jeden z bossów miejscowej mafii Joe Masseria.
- 1935 – Dokonano oblotu amerykańskiego samolotu torpedowo-bombowego Douglas TBD Devastator.
- 1936 – W Brytyjskim Mandacie Palestyny wybuchło arabskie powstanie.
- 1938 – Założono niemiecki klub piłkarski VfL Bochum.
- 1940 – Kampania norweska: rozpoczęła się bitwa o Twierdzę Hegra; niemiecki okręt podwodny U-49 został zatopiony w rejonie Narwiku przez brytyjskie niszczyciele HMS „Fearless”(inne języki) i HMS „Brazen”. Cała 41-osobowa załoga została uratowana (jeden marynarz zmarł później w wyniku odniesionych obrażeń).
- 1941:
  - Chorwacja przystąpiła do Paktu trzech.
  - Ponad 900 osób zginęło w wyniku nalotu bombowego Luftwaffe na Belfast.
  - W trzęsieniu ziemi o magnitudzie 7,7 w stanie Michoacán w południowo-zachodnim Meksyku zginęło 90 osób.
- 1942:
  - Hitler wyraził zgodę aby sojusznicy III Rzeszy walczyli we własnych armiach i korpusach. Decyzja okazała się brzemienna w skutkach bowiem zostały one rozbite przez Armię Czerwoną w czasie bitwy o Stalingrad[5].
  - Król Wielkiej Brytanii Jerzy VI odznaczył mieszkańców Malty Krzyżem Jerzego za bohaterstwo okazane w czasie oblężenia wyspy.
  - W okupowanym przez Niemców Mińsku ukazało się pierwsze wydanie czasopisma „Minsker Zeitung”.
- 1943 – W Panamie wprowadzono ruch prawostronny.
- 1945 – Wojska brytyjskie wyzwoliły obóz koncentracyjny Bergen-Belsen w Dolnej Saksonii.
- 1950 – Gen. Nikolaos Plastiras został po raz drugi premierem Grecji.
- 1952 – Dokonano oblotu bombowca Boeing B-52 Stratofortress.
- 1955 – W Des Plaines w amerykańskim stanie Illinois otwarto pierwszą restaurację McDonald’s.
- 1959 – Przywódca Kuby Fidel Castro rozpoczął nieoficjalną, dwunastodniową wizytę w USA.
- 1960 – Do sieci elektrycznej przyłączono pierwszą prywatną elektrownię jądrową Dresden, położoną koło miasta Morris w amerykańskim stanie Illinois.
- 1964:
  - Humberto de Alencar Castelo Branco został prezydentem Brazylii.
  - W angielskim Aylesbury zakończył się proces sprawców tzw. napadu stulecia z 1963 roku.
- 1965:
  - Milton Obote został prezydentem Ugandy.
  - Premiera jugosłowiańsko-amerykańsko-brytyjsko-niemieckiego filmu przygodowego Dżingis chan w reżyserii Henry’ego Levina.
- 1969 – Północnokoreański MiG-17 zestrzelił nad Morzem Japońskim amerykański samolot wczesnego ostrzegania Lockheed EC-121 Warning Star, w wyniku czego zginęło 31 członków jego załogi.
- 1971:
  - Odbyła się 43. ceremonia wręczenia Oscarów.
  - W katastrofie samolotu wojskowego Douglas C-47 Skytrain na filipińskiej wyspie Luzon zginęło wszystkich 40 osób na pokładzie.
- 1973 – Naim Talû został premierem Turcji.
- 1974 – W wojskowym zamachu stanu pod wodzą gen. Seyniego Kountché został obalony pierwszy prezydent Nigru Hamani Diori.
- 1979:
  - Shah Azizur Rahman został premierem Bangladeszu.
  - W trzęsieniu ziemi z epicentrum w Czarnogórze zginęło 136 osób.
- 1982 – W dniu 70. urodzin przywódcy Korei Północnej Kim Ir Sena zakończono budowę „modelowego miasta socjalistycznego” – Pjongjangu.
- 1983: 
  - Otwarto Tokyo Disney Resort.
  - 21 osób zginęło w ataku uzbrojonego szaleńca na obrzeżach Kampali w Ugandzie; napastnik został następnie zastrzelony przez policję.
- 1986 – Amerykańskie lotnictwo dokonało bombardowań celów w Libii, w odwecie za zamach na amerykańskich żołnierzy w zachodnioberlińskiej dyskotece.
- 1989:
  - Podczas półfinałowego meczu o Puchar Anglii Liverpool F.C.-Nottingham Forest F.C. na stadionie Hillsborough w Sheffield zostało stratowanych 96 osób.
  - Rozpoczęły się protesty na placu Tian’anmen w Pekinie.
- 1991 – W stolicy Korei Północnej Pjongjangu otwarto pierwszą nową linię tramwajową. Poprzednia infrastruktura tramwajowa została zniszczona w czasie wojny koreańskiej.
- 1992:
  - Rozpoczęła się misja polskiego kontyngentu wojskowego w Chorwacji.
  - Uchwalono nową konstytucję Wietnamu.
- 1993 – Założono rosyjskie przedsiębiorstwo naftowe Jukos.
- 1994 – W marokańskim Marrakeszu podpisano porozumienie o utworzeniu Światowej Organizacji Handlu (WTO).
- 1997 – W pożarze pola kempingowego w Mekce zginęło 343 pielgrzymów, a około 1500 zostało rannych.
- 1999 – W Finlandii utworzono drugi rząd Paava Lipponena.
- 2002 – 128 osób zginęło w katastrofie chińskiego Boeinga 767 w Korei Południowej.
- 2003 – W Bagdadzie został ujęty przez Amerykanów terrorysta Abu Abbas, inicjator porwania w 1985 roku włoskiego statku wycieczkowego „Achille Lauro”.
- 2005 – Rozpoczęła się załogowa misja statku Sojuz TMA-6 na Międzynarodową Stację Kosmiczną.
- 2008:
  - Rozpoczęła się podróż apostolska papieża Benedykta XVI do USA.
  - W wyniku wybuchu samochodu-pułapki w irackiej Bakubie zginęło 59 osób, a 90 zostało rannych.
- 2010:
  - W związku z emisją pyłów przez islandzki wulkan Eyjafjallajökull zamknięto przestrzeń powietrzną nad większą częścią Europy.
  - Zakończyły się 4-dniowe wybory powszechne w Sudanie. Urzędujący prezydent Umar al-Baszir został wybrany na kolejną kadencję, a jego Kongres Narodowy zdobył prawie 73% w wyborach parlamentarnych.
- 2011 – Chorwacki generał Ante Gotovina został skazany przez Międzynarodowy Trybunał Karny dla byłej Jugosławii na 24 lata pozbawienia wolności za zbrodnie przeciwko ludzkości oraz zbrodnie wojenne popełnione przez siły chorwackie na Serbach w 1995 roku.
- 2013 – Przed metą maratonu w Bostonie nastąpiły dwie eksplozje, w wyniku których zginęły 3 osoby, a 264 zostały ranne.
- 2016 – W wyniku przejścia tornada nad miastem Dolores w Urugwaju zginęło 6 osób, a ok. 250 zostało rannych.
- 2017 – W wieku 117 lat i 137 dni zmarła Włoszka Emma Morano i tym samym najstarszą żyjącą osoba na świecie została młodsza o 101 dni Jamajka Violet Brown.
- 2018 – Były premier Milo Đukanović wygrał w pierwszej turze wybory prezydenckie w Czarnogórze.
- 2019 – Pożar katedry Notre-Dame w Paryżu.
- 2021 – W strzelaninie w placówce firmy kurierskiej FedEx w Indianapolis w stanie Indiana zginęło 9 osób (w tym sprawca, który popełnił samobójstwo), a 7 zostało rannych.

## Urodzili się
- 1349 – Angelo Acciaioli, włoski duchowny katolicki, biskup Rapallo, arcybiskup Florencji, kardynał (zm. 1408)
- 1452 – Leonardo da Vinci, włoski malarz, rzeźbiarz, architekt, mechanik, filozof, muzyk, pisarz, matematyk, anatom, geolog, wynalazca (zm. 1519)
- 1469 – Guru Nanak Czand, guru sikhów (zm. 1539)
- 1489 – Sinan, turecki architekt (zm. 1588)
- 1545 – Karol II Podiebradowicz, książę ziębicki i oleśnicki (zm. 1617)
- 1552 – Pietro Cataldi, włoski matematyk (zm. 1626)
- 1591 – Fryderyk Ulryk, książę Brunszwiku (zm. 1634)
- 1592 – Francesco Maria Brancaccio, włoski duchowny katolicki, biskup Capaccio i Viterbo, kardynał (zm. 1675)
- 1621 – Michaël van Ballaert, flamandzki karmelita (zm. 1684)
- 1631 – Pierre de Bonzi, francuski duchowny katolicki, biskup Béziers, arcybiskup Tuluzy i Narbony, kardynał (zm. 1703)
- 1642 – Sulejman II, sułtan Imperium Osmańskiego (zm. 1691)
- 1646 – Chrystian V Oldenburg, król Danii i Norwegii (zm. 1699)
- 1659 – Adam Ludwig Lewenhaupt, szwedzki generał (zm. 1719)
- 1682 – Jan van Huysum, holenderski malarz (zm. 1749)
- 1684 – Katarzyna I, caryca Rosji (zm. 1727)
- 1685 – Stanisław Antoni Świdziński, polski szlachcic, pułkownik, polityk (zm. 1761)
- 1688 – Johann Friedrich Fasch, niemiecki kompozytor, skrzypek (zm. 1758)
- 1699 – Zofia Czartoryska z Sieniawskich, polska posiadaczka ziemska (zm. 1771)
- 1707:
  - Stefano Evodio Assemani, libański duchowny maronicki, orientalista, syrolog (zm. 1782)
  - Leonhard Euler, szwajcarski matematyk, fizyk, astronom, wykładowca akademicki (zm. 1783)
- 1710 – William Cullen, szkocki lekarz, chemik (zm. 1790)
- 1734 – Adrian Zingg, szwajcarski malarz, rysownik, grafik, miedziorytnik (zm. 1816)
- 1741:
  - Charles Delacroix, francuski polityk (zm. 1805)
  - Charles Willson Peale, amerykański malarz, przyrodnik, wynalazca, żołnierz (zm. 1827)
- 1750 – Toribio Rodríguez de Mendoza, peruwiański duchowny katolicki, pedagog, trybun (zm. 1825)
- 1767 – Ludwig Wachler, niemiecki historyk literatury (zm. 1838)
- 1771 – Nicolas Chopin, francuski nauczyciel, ojciec Fryderyka (zm. 1844)
- 1777 – Jan Nepomucen de Tschiderer, austriacki duchowny katolicki, biskup Trydentu, błogosławiony (zm. 1860)
- 1781 – Jem Belcher, brytyjski bokser (zm. 1811)
- 1786 – Walerian Łukasiński, polski major, działacz niepodległościowy (zm. 1868)
- 1791 – Daniel Jenifer, amerykański polityk, dyplomata (zm. 1855)
- 1793 – Maximilien Globensky, kanadyjski podpułkownik, polityk pochodzenia polskiego (zm. 1866)
- 1794:
  - Jean Pierre Flourens, francuski lekarz, fizjolog, neuroanatom, pionier znieczulenia (zm. 1867)
  - Mateusz Wielhorski, rosyjski wiolonczelista pochodzenia polskiego (zm. 1866)
- 1795 – Maria Anna Schicklgruber, Austriaczka, babcia Adolfa Hitlera (zm. 1847)
- 1797 – Michał Garicoïts, francuski duchowny katolicki, święty (zm. 1863)
- 1798 – Antoni Juśkiewicz, polski przedsiębiorca, polityk (zm. 1865)
- 1799 – Wojciech Jastrzębowski, polski przyrodnik, krajoznawca, wykładowca akademicki (zm. 1882)
- 1800 – James Clark Ross, brytyjski podróżnik, badacz polarny (zm. 1862)
- 1801 – Józef Żochowski, polski prawnik, nauczyciel, wynalazca, zesłaniec (zm. 1851)
- 1803 – Jiří Ehl, czeski duchowny katolicki, muzyk, śpiewak, poeta, pedagog, organizator życia teatralnego (zm. 1884)
- 1809:
  - Hermann Grassmann, niemiecki polihistor, nauczyciel (zm. 1877)
  - Friedrich Adolph Roemer, niemiecki geolog, paleontolog, wykładowca akademicki (zm. 1869)
- 1810 – Charles de Montalembert, francuski hrabia, pisarz, historyk, działacz katolicki, polityk (zm. 1870)
- 1812 – Théodore Rousseau, francuski malarz, grafik (zm. 1867)
- 1813 – Theodor Kotschy, austriacki botanik, podróżnik (zm. 1866)
- 1816 – Johannes Baptist Franzelin, austriacki jezuita, kardynał, teolog (zm. 1886)
- 1821 – Catesby Jones, amerykański oficer Marynarki Wojennej Stanów Skonfederowanych Ameryki pochodzenia brytyjskiego (zm. 1877)
- 1824 – Anastazy Cywiński, polski poeta, działacz narodowy, pedagog (zm. 1871)
- 1826 – Aleksandr Freze, rosyjski psychiatra pochodzenia niemieckiego (zm. 1884)
- 1828 – Jean Danjou, francuski oficer wojsk kolonialnych (zm. 1863)
- 1831 – Rudolf Strobl, polski pianista, pedagog pochodzenia niemieckiego (zm. 1915)
- 1832:
  - Wilhelm Busch, niemiecki pisarz, grafik, autor komiksów (zm. 1908)
  - William Keppel, brytyjski arystokrata, wojskowy, polityk (zm. 1894)
  - Herbert Vaughan, brytyjski duchowny katolicki, arcybiskup Westminsteru, prymas Anglii i Walii, kardynał (zm. 1903)
- 1834:
  - Thomas François Burgers, transwalski polityk, prezydent Transwalu (zm. 1881)
  - Nachman Kopald, polski architekt pochodzenia żydowskiego (zm. 1911)
- 1835 – George Ettienne Loyau, australijski prozaik, poeta, dziennikarz (zm. 1898)
- 1836 – George Engel, amerykański działacz robotniczy (zm. 1887)
- 1837 – Karol Machlejd, polski browarnik (zm. 1906)
- 1838 – Michał Glücksberg, polski księgarz, drukarz, wydawca pochodzenia żydowskiego (zm. 1907)
- 1840 – William Beauclerk, brytyjski arystokrata, polityk (zm. 1898)
- 1841 – Jan Kupiec, polski poeta, działacz polityczny i oświatowy (zm. 1909)
- 1843 – Henry James, amerykański pisarz, krytyk i teoretyk literatury (zm. 1916)
- 1846 – Wilhelm Schur, niemiecki astronom (zm. 1901)
- 1850 – John Munroe Longyear, amerykański przedsiębiorca (zm. 1922)
- 1851 – Auguste Dubail, francuski generał (zm. 1934)
- 1852:
  - Édouard Brissaud, francuski lekarz, patolog (zm. 1909)
  - Józef Freinademetz, włoski werbista, misjonarz, święty (zm. 1908)
- 1854 – Anton Bezenšek, słoweński językoznawca, slawista, stenograf, wykładowca akademicki (zm. 1915)
- 1856 – Jean Moréas, grecko-francuski poeta (zm. 1910)
- 1858:
  - Lina Bögli, szwajcarska nauczycielka, podróżniczka, pisarka (zm. 1941)
  - Émile Durkheim, francuski filozof, socjolog, wykładowca akademicki (zm. 1917)
- 1860:
  - Iwan Ficzew, bułgarski generał porucznik, historyk wojskowości, polityk (zm. 1931)
  - Janina Zofia Umiastowska, polska filantropka (zm. 1941)
- 1861:
  - Kliment Bojadżiew, bułgarski generał dywizji (zm. 1933)
  - William Bliss Carman, kanadyjski poeta, publicysta (zm. 1929)
- 1863 – Heinrich Kley, niemiecki malarz, grafik, ilustrator (zm. 1945)
- 1865 – Olga Boznańska, polska malarka, portrecistka (zm. 1940)
- 1867 – Emil Lindh, fiński żeglarz sportowy, aktor (zm. 1937)
- 1868 – Francisco Braga, brazylijski kompozytor (zm. 1945)
- 1869 – Young Griffo, australijski bokser (zm. 1927)
- 1870 – Aleksander Michałowski, polski lekarz weterynarii, tytularny generał brygady (zm. 1934)
- 1871:
  - Jorge Meléndez, salwadorski polityk, prezydent Salwadoru (zm. 1953)
  - Jan Sten, polski chemik, pisarz, krytyk literacki, tłumacz (zm. 1913)
- 1873:
  - Juliette Atkinson, amerykańska tenisistka (zm. 1944)
  - Józefa Bojanowska, polska feministka, działaczka społeczna, założycielka organizacji kobiecych (zm. 1945)
  - Antonín Švehla, czechosłowacki polityk, premier Czechosłowacji (zm. 1933)
  - Kazimierz Filip Wize, polski psychiatra, filozof, filozof medycyny, mikrobiolog, lepidopterolog, poeta, tłumacz, działacz społeczny, wykładowca akademicki (zm. 1953)
  - Franciszek Zwierzchowski, polski stomatolog, wykładowca akademicki, generał brygady (zm. 1949)
- 1874:
  - Herbert Bunston, brytyjski aktor (zm. 1935)
  - Johannes Stark, niemiecki fizyk, wykładowca akademicki, laureat Nagrody Nobla (zm. 1957)
- 1875:
  - Jim Jeffries, amerykański bokser (zm. 1953)
  - Frīdrihs Vesmanis, łotewski polityk, dyplomata (zm. 1941)
- 1877:
  - John Burt, szkocki hokeista na trawie (zm. 1935)
  - Zbigniew Gniazdowski, polski operator i reżyser filmowy (zm. 1950)
  - William David Ross, szkocki filozof, wykładowca akademicki (zm. 1971)
  - Arthur Werner, niemiecki inżynier, polityk, burmistrz Berlina (zm. 1967)
- 1878:
  - Pia Górska, polska pisarka, poetka, malarka, działaczka społeczna (zm. 1974)
  - Marceli Lemieszewski, polski prawnik, cywilista, adwokat, sędzia (zm. 1925)
  - Robert Walser, szwajcarski pisarz (zm. 1956)
- 1879 – Zygmunt Słomiński, polski inżynier budownictwa, polityk, prezydent Warszawy (zm. 1943)
- 1880 – Max Wertheimer, niemiecki psycholog, filozof, wykładowca akademicki (zm. 1943)
- 1881 – Mieczysław Stodolski, polski urzędnik i inżynier kolejowy (zm. 1960)
- 1882:
  - Iljaz Agushi, albański polityk (zm. 1943)
  - Pierre Ramus, austriacki teoretyk anarchizmu, dziennikarz, publicysta (zm. 1942)
- 1883 – Stanley Bruce, australijski polityk, premier Australii (zm. 1967)
- 1884 – Mieczysław Minkowski, szwajcarski neurolog, psychiatra pochodzenia polskiego (zm. 1972)
- 1886 – Tadeusz Kutrzeba, polski generał dywizji (zm. 1947)
- 1887 – Violet Bonham Carter, brytyjska polityk, pamiętnikarka (zm. 1969)
- 1888:
  - Anna Maria Klechniowska, polska kompozytorka, pianistka, pedagog (zm. 1973)
  - Tadeusz Pruszkowski, polski malarz, krytyk sztuki, pedagog (zm. 1942)
- 1889:
  - Thomas Hart Benton, amerykański malarz, muralista (zm. 1975)
  - Bolesław Mirgałowski, polski pułkownik (zm. 1983)
  - Jozua François Naudé, południowoafrykański polityk, p.o. prezydenta RPA (zm. 1969)
  - Kalman Szapiro, cadyk, rabin Piaseczna i ostatni rabin getta warszawskiego (zm. 1943)
- 1890:
  - Iosif Apanasienko, radziecki generał armii (zm. 1943)
  - Wincenty Harembski, polski porucznik rezerwy lekarz, polityk, poseł na Sejm RP (zm. 1940)
  - Eduard Scherrer, szwajcarski bobsleista (zm. 1972)
- 1891:
  - Josef Börjesson, szwedzki piłkarz, bramkarz (zm. 1971)
  - Wallace Reid, amerykański aktor, reżyser i scenarzysta filmowy (zm. 1923)
- 1892:
  - Joseph-Charles Lefèbvre, francuski duchowny katolicki, arcybiskup Bourges, kardynał (zm. 1973)
  - Theo Osterkamp, niemiecki pilot wojskowy i sportowy, as myśliwski (zm. 1975)
  - Cesare Zerba, włoski kardynał (zm. 1973)
- 1893 – Harmon C. Rorison, amerykański pilot wojskowy (zm. 1976)
- 1894:
  - Nikita Chruszczow, radziecki polityk, działacz komunistyczny, I sekretarz KC KPZR, premier ZSRR (zm. 1971)
  - Zygmunt Fila, polski podpułkownik piechoty (zm. 1939)
  - Bessie Smith, amerykańska wokalistka bluesowa (zm. 1937)
- 1895:
  - Elena Aiello, włoska zakonnica, mistyczka, błogosławiona (zm. 1961)
  - Corrado Alvaro, włoski pisarz, dziennikarz (zm. 1956)
  - Clark McConachy, nowozelandzki bilardzista, snookerzysta (zm. 1980)
- 1896:
  - Hubert Groß, niemiecki architekt (zm. 1992)
  - Nikołaj Siemionow, rosyjski chemik, laureat Nagrody Nobla (zm. 1986)
- 1897 – Ernst Kundt, niemiecki major, polityk nazistowski (zm. 1947)
- 1898 – Ojzer Warszawski, polski malarz, pisarz, krytyk sztuki pochodzenia żydowskiego (zm. 1944)
- 1899:
  - Curtis Bernhardt, amerykański reżyser filmowy pochodzenia niemieckiego (zm. 1981)
  - Eman Fiala, czeski aktor, kompozytor (zm. 1970)
  - Jock Robson, szkocki piłkarz, bramkarz (zm. 1995)
- 1900:
  - Zygmunt Modzelewski, polski ekonomista, polityk, minister spraw zagranicznych, członek Rady Państwa PRL (zm. 1954)
  - Włodzimierz Prochaska, polski architekt, wykładowca akademicki (zm. 1992)
  - Stanisław Skrzypczak, polski działacz śpiewaczy (zm. 1966)
- 1901:
  - Joe Davis, angielski snookerzysta (zm. 1978)
  - Tadeusz Mazoński, polski chemik, wykładowca akademicki (zm. 1981)
  - René Pleven, francuski polityk, premier Francji (zm. 1993)
  - Henryk Rzętkowski, polski aktor (zm. 1972)
  - Wincenty Żarski, polski żołnierz Legionów Polskich (zm. 1915)
- 1903:
  - Samuel Harrison Coon, amerykański polityk (zm. 1980)
  - Maria Modzelewska, polska aktorka (zm. 1997)
- 1904:
  - Arshile Gorky, amerykański malarz pochodzenia ormiańskiego (zm. 1948)
  - Antero Kivi, fiński lekkoatleta, dyskobol (zm. 1981)
  - Ermaloz Koberidze, radziecki generał major (zm. 1974)
  - Valentin Krempl, niemiecki bobsleista (zm. 1944)
- 1905:
  - Fritz Kaufmann, austriacki skoczek narciarski, kombinator norweski (zm. 1941)
  - Uno Wallentin, szwedzki żeglarz sportowy (zm. 1954)
- 1906:
  - Hanna Jędrzejewska, polska wszechstronna lekkoatletka, chemik, konserwatorka zabytków (zm. 2002)
  - Karel Kuchař, czeski geograf, kartograf (zm. 1975)
- 1907:
  - Salomon Belis-Legis, polski dziennikarz, poeta, krytyk literacki pochodzenia żydowskiego (zm. 1995)
  - Siemion Kozyriew, radziecki polityk, dyplomata (zm. 1991)
  - Edward Przybysz, polski sierżant, harcmistrz, pedagog (zm. 1944)
  - Władimir Sitnin, radziecki polityk (zm. 1996)
  - Nikołaj Staszkow, radziecki polityk (zm. 1943)
  - Nikolaas Tinbergen, holenderski etolog, ornitolog, laureat Nagrody Nobla (zm. 1988)
- 1908:
  - Dragutin Najdanović, jugosłowiański piłkarz (zm. 1981)
  - Johannes Renner, polski księgarz pochodzenia niemieckiego (zm. 1998)
- 1909:
  - Mirosław Panufnik, polski teleekektryk, żołnierz AK, uczestnik powstania warszawskiego (zm. 1944)
  - Marian Skrzypczak, polski duchowny katolicki, męczennik, błogosławiony (zm. 1939)
  - Wojciech Wolkiewicz, polski rolnik, polityk, poseł na Sejm PRL (zm. 1979)
- 1910:
  - Sulo Bärlund, fiński lekkoatleta, kulomiot (zm. 1986)
  - Maurycy Kajler, polski dziennikarz, działacz społeczny pochodzenia żydowskiego (zm. 1997)
- 1911:
  - Eugeniusz Fulde, polski aktor, pedagog (zm. 1981)
  - Jerzy Zathey, polski historyk, bibliotekarz (zm. 1999)
- 1912:
  - Georges Beaucourt, francuski piłkarz, trener (zm. 2002)
  - Kim Ir Sen, północnokoreański polityk komunistyczny, przywódca kraju (zm. 1994)
- 1913:
  - Vangjel Grabocka, albański aktor (zm. 2008)
  - István Klimek, rumuński piłkarz pochodzenia węgierskiego (zm. 1988)
  - Mirko Kokotović, jugosłowiański piłkarz, trener (zm. 1988)
  - Lotte Strauss, amerykańska patolog pochodzenia niemieckiego (zm. 1985)
- 1914:
  - Alise Dzeguze-Kļaviņa, łotewska łyżwiarka figurowa (zm. 1999)
  - Lucyna Penciak, polska pisarka, bibliotekarka (zm. 1993)
  - Janusz Zarzycki, polski generał dywizji, architekt, polityk, poseł na Sejm PRL, prezydent Warszawy (zm. 1995)
- 1915:
  - Elizabeth Catlett, amerykańska malarka, rzeźbiarka, graficzka (zm. 2012)
  - Eugeniusz Szyr, polski major, polityk, poseł na Sejm PRL, minister budownictwa, wicepremier (zm. 2000)
  - Bruno Torpigliani, włoski duchowny katolicki, arcybiskup, nuncjusz apostolski (zm. 1995)
  - (lub 14 kwietnia) Jan Zumbach, polski podpułkownik dyplomowany pilot, as myśliwski (zm. 1986)
- 1916:
  - Stanisław Blok, polski kapitan pilot, as myśliwski (zm. 1994)
  - Hilary Gwizdała, polski malarz (zm. 1991)
- 1917 – Tadeusz Szymanski, polski pułkownik dyplomowany, działacz komunistyczny i kombatancki (zm. 2020)
- 1918:
  - Hans Billian, niemiecki aktor, reżyser i scenarzysta filmowy (zm. 2007)
  - Stanisław Bizior, polski żołnierz AK i WiN, uczestnik podziemia antykomunistycznego (zm. 1952)
- 1919 – Franjo Kuharić, chorwacki duchowny katolicki, arcybiskup Zagrzebia, kardynał (zm. 2002)
- 1920:
  - Antonina Gurycka, polska psycholog, instruktorka ZHP, harcmistrzyni (zm. 2009)
  - Antoni Janik, polski piłkarz (zm. 2003)
  - Victor Louis Ménage, brytyjski historyk i turkolog (zm. 2015)
  - Sat-Okh, polski pisarz, żołnierz AK (zm. 2003)
  - Juliusz Slaski, polski antropolog, dziennikarz, alpinista (zm. 1990)
  - Arnold Słucki, polski poeta, publicysta, tłumacz (zm. 1972)
  - Richard von Weizsäcker, niemiecki polityk, prezydent Niemiec (zm. 2015)
- 1921:
  - Gieorgij Bieriegowoj, radziecki pilot wojskowy, kosmonauta (zm. 1995)
  - Jean d’Orgeix, francuski arystokrata, jeździec sportowy, pilot, aktor (zm. 2006)
  - Wojciech Pilarski, polski aktor, reżyser, dyrektor teatru (zm. 1988)
  - Bronisława Skwarna, polska hafciarka, poetka ludowa (zm. 2014)
- 1922:
  - Michael Ansara, amerykański aktor pochodzenia syryjskiego (zm. 2013)
  - Bengt Fahlkvist, szwedzki zapaśnik (zm. 2004)
  - Andrzej Janowski, polski historyk ruchu robotniczego, archiwista, uczestnik powstania warszawskiego (zm. 1998)
  - Wasił Kocew, bułgarski generał porucznik (zm. 1986)
  - Edward Serednicki, polski działacz kajakarski, uczestnik powstania warszawskiego (zm. 2016)
  - Jan Sztern, polski poeta pochodzenia żydowskiego (zm. 2013)
  - Jakov Xoxa, albański poeta, prozaik (zm. 1979)
  - Graham Whitehead, brytyjski kierowca wyścigowy (zm. 1981)
- 1923:
  - Artur Alliksaar, estoński poeta (zm. 1966)
  - Tadeusz Bieńkowicz, polski generał brygady (zm. 2019)
  - Irena Krasnowiecka, polska aktorka (zm. 2001)
  - Anna Stroka, polska germanistka, literaturoznawczyni, tłumaczka, wykładowczyni akademicka (zm. 2020)
  - Nikita Tołstoj, rosyjski językoznawca, slawista, wykładowca akademicki (zm. 1996)
- 1924:
  - Padraic Fiacc, irlandzki poeta (zm. 2019)
  - Joseph MacNeil, kanadyjski duchowny katolicki, biskup Saint John, arcybiskup Edmonton (zm. 2018)
  - Neville Marriner, brytyjski skrzypek, dyrygent (zm. 2016)
- 1925:
  - Halina Aszkenazy-Engelhardt, izraelska działaczka społeczno-kulturalna, autorka wspomnień (zm. 2016)
  - Benedykt Gugała, polski lekkoatleta, długodystansowiec (zm. 2018)
  - Jurijs Rubenis, łotewski polityk komunistyczny (zm. 2004)
  - Zdeněk Růžička, czeski gimnastyk (zm. 2021)
- 1926:
  - Karl Kowanz, austriacki piłkarz, trener (zm. 1997)
  - Igor Przegrodzki, polski aktor (zm. 2009)
  - Barbara Rokowska, polska matematyk, wykładowczyni akademicka (zm. 2012)
- 1927:
  - Ernest Day, brytyjski operator i reżyser filmowy (zm. 2006)
  - Graeme French, australijski kolarz szosowy i torowy (zm. 2012)
  - Albert Goldman, amerykański pisarz (zm. 1994)
  - Lennox Kilgour, trynidadzko-tobagijski sztangista (zm. 2004)
  - Robert Mills, amerykański fizyk (zm. 1999)
  - Kurt Svensson, szwedzki piłkarz (zm. 2016)
  - Zygmunt Węgrzyn, polski ekonomista, polityk, senator RP (zm. 1997)
- 1928 – Adam Urbanek, polski biolog ewolucyjny, paleontolog, paleozoolog, wykładowca akademicki (zm. 2014)
- 1929:
  - Olgierd Czerner, polski architekt (zm. 2020)
  - Maciej Kuczyński, polski pisarz (zm. 2019)
  - Helena Kustrzycka, polska lekarka, profesor (zm. 2007)
  - Eligiusz Lasota, polski dziennikarz (zm. 2001)
  - Mariano Laurenti, włoski reżyser i scenarzysta filmowy (zm. 2022)
  - Ulf Linde, szwedzki pisarz, krytyk sztuki (zm. 2013)
  - Rauni Mollberg, fiński reżyser filmowy (zm. 2007)
  - Richard Rush, amerykański reżyser, scenarzysta i producent filmowy (zm. 2021)
  - Ignacy Rutkiewicz, polski dziennikarz, publicysta (zm. 2010)
- 1930:
  - Georges Descrières, francuski aktor (zm. 2013)
  - Vigdís Finnbogadóttir, islandzka działaczka kulturalna, polityk, prezydent Islandii
  - Jane Mouton, amerykański teoretyk zarządzania (zm. 1987)
  - Władysław Papużyński, polski rolnik, związkowiec, polityk, senator RP (zm. 2016)
  - Leszek Rostwo-Suski, polski szermierz, chemik (zm. 2007)
  - Jarosław Szymkiewicz, polski krytyk teatralny (zm. 1991)
- 1931:
  - Bogusław Burnat, polski inżynier, ratownik i inspektor górniczy, wykładowca akademicki, wynalazca, redaktor (zm. 2010)
  - Jerzy Okulicz-Kozaryn, polski archeolog, prehistoryk, wykładowca akademicki (zm. 2012)
  - Giovanni Reale, włoski historyk filozofii, wykładowca akademicki (zm. 2014)
  - Anatolij Smulewicz, rosyjski psychiatra (zm. 2025)
  - Tomas Tranströmer, szwedzki prozaik, poeta, tłumacz, laureat Nagrody Nobla (zm. 2015)
- 1932:
  - Igor Jakuszenko, rosyjski kompozytor (zm. 1999)
  - Paulinho, brazyliski piłkarz, trener (zm. 2007)
  - Roel Wiersma, holenderski piłkarz (zm. 1995)
- 1933:
  - Máximo Alcócer, boliwijski piłkarz (zm. 2014)
  - Roy Clark, amerykański piosenkarz i gitarzysta country (zm. 2018)
  - David Hamilton, brytyjski fotograf, reżyser filmowy (zm. 2016)
  - Wira Krepkina, ukraińska lekkoatletka, skoczkini w dal (zm. 2023)
  - Živojin Pavlović, serbski reżyser filmowy (zm. 1998)
  - Borys Strugacki, rosyjski pisarz (zm. 2012)
  - Lucjan Wiślicz-Iwańczyk, polski pułkownik, dyrektor BOR (zm. 2016)
- 1934:
  - David Herd, szkocki piłkarz (zm. 2016)
  - Helena Gąsienica Daniel-Lewandowska, polska biegaczka narciarska (zm. 2013)
  - Andrzej Kopiczyński, polski aktor (zm. 2016)
  - Josef Somr, czeski aktor (zm. 2022)
- 1935:
  - Welik Kapsyzow, bułgarski gimnastyk (zm. 2017)
  - Gianni Letta, włoski dziennikarz, polityk
  - Bronisław Mokrzycki, polski duchowny katolicki, jezuita, teolog, liturgista, rekolekcjonista (zm. 2017)
- 1936:
  - Łucja Brzozowska, polska nauczycielka, dziennikarka
  - Wałentyn Moroz, ukraiński historyk, działacz polityczny, dysydent (zm. 2019)
  - Raymond Poulidor, francuski kolarz szosowy i przełajowy (zm. 2019)
- 1937:
  - Robert W. Gore, amerykański inżynier chemik, przedsiębiorca, wynalazca (zm. 2020)
  - Hussein el-Husseini, libański polityk
  - Uldis Pūcītis, łotewski aktor, reżyser filmowy (zm. 2000)
- 1938:
  - Claudia Cardinale, włoska aktorka
  - Sawa (Hrycuniak), polski duchowny prawosławny, arcybiskup, zwierzchnik Polskiego Autokefalicznego Kościoła Prawosławnego
  - Robert Radoja, albański kompozytor, pianista
- 1939:
  - Carlo Ginzburg, włoski historyk pochodzenia żydowskiego
  - Jaime Paz Zamora, boliwijski polityk, wiceprezydent i prezydent Boliwii
  - Bernard Piotrowski, polski historyk, skandynawista (zm. 2015)
  - Howard Winstone, walijski bokser (zm. 2000)
- 1940:
  - Jeffrey Archer, brytyjski pisarz, polityk
  - Edy Hubacher, szwajcarski lekkoatleta, kulomiot, dyskobol i wieloboista, bobsleista
  - Krzysztof Ostrowski, polski socjolog, politolog (zm. 2022)
  - Sabine Sun, francuska aktorka
  - Zsuzsa Vathy, węgierska pisarka (zm. 2017)
  - Robert Walker Jr., amerykański aktor (zm. 2019)
- 1941:
  - Roman Bałajan, ukraiński reżyser filmowy pochodzenia ormiańskiego
  - Adolf Dostal, polski poeta (zm. 1963)
  - Josep María Fusté, hiszpański piłkarz (zm. 2023)
- 1942:
  - Mahdi Abdul-Rahman, amerykański koszykarz (zm. 2011)
  - Francis DiLorenzo, amerykański duchowny katolicki, biskup Richmond (zm. 2017)
  - Michel Dubost, francuski duchowny katolicki, biskup Évry-Corbeil-Essonnes
  - Giennadij Łogofiet, rosyjski piłkarz, trener (zm. 2011)
  - Henryk Pietrek, polski piłkarz, bramkarz
  - Mário Rino Sivieri, włoski duchowny katolicki, biskup Proprii (zm. 2020)
- 1943:
  - Guy Boyd, amerykański aktor
  - Edmund Bruggmann, szwajcarski narciarz alpejski (zm. 2014)
  - Robert Lefkowitz, amerykański lekarz, biochemik, laureat Nagrody Nobla pochodzenia żydowskiego
  - João Bosco Mota Amaral, portugalski prawnik, polityk
  - Hugh Thompson, amerykański pilot wojskowy (zm. 2006)
- 1944:
  - Dave Edmunds, walijski gitarzysta i wokalista rockowy
  - Jacek Hałasik, polski dziennikarz radiowy (zm. 2018)
  - Jerzy Kalina, polski scenograf, plastyk, autor filmów animowanych i dokumentalnych
  - Kunishige Kamamoto, japoński piłkarz, trener i działacz piłkarski (zm. 2025)
  - Czesław Kozanowski, polski rzeźbiarz
  - Waldemar Wasilewski, polski trener piłkarski
- 1945:
  - Rewaz Dzodzuaszwili, gruziński piłkarz, trener
  - Andrzej Guzik, polski koszykarz
  - Halina Szustak, polska plastyk, polityk, poseł na Sejm RP
- 1946:
  - Maria Baxa, serbska aktorka (zm. 2019)
  - Fernando Filoni, włoski kardynał
  - Jacek Kochanowicz, polski ekonomista (zm. 2014)
  - Hanna Kowal, polska lekkoatletka, sprinterka
  - Michael Tucci, amerykański aktor
- 1947:
  - Bogusław Bruczkowski, polski skrzypek, pedagog (zm. 1997)
  - Mike Chapman, australijski producent muzyczny, autor piosenek
  - Lois Chiles, amerykańska aktorka
  - Jacek Lech, polski piosenkarz (zm. 2007)
  - Onny Parun, nowozelandzki tenisista pochodzenia chorwacko-australijskiego
  - Witold Szczuczko, polski historyk, archiwista (zm. 2012)
- 1948:
  - Michael Kamen, amerykański kompozytor muzyki filmowej, dyrygent, aranżer pochodzenia żydowskiego (zm. 2003)
  - Piotr Kuźniak, polski wokalista, multiinstrumentalista, kompozytor
  - Werner Otto, niemiecki kolarz torowy
- 1949:
  - Krystyna Grabicka, polska polityk, poseł na Sejm RP
  - Ałła Pugaczowa, rosyjska piosenkarka, kompozytorka, autorka tekstów, aktorka
  - Matthias Wissmann, niemiecki polityk
  - Aleksandra Ziółkowska, polska pisarka
- 1950:
  - Josiane Balasko, francuska aktorka, reżyserka filmowa
  - Michèle Beugnet, francuska lekkoatletka, sprinterka
  - Salvador Cristau Coll, hiszpański duchowny katolicki, biskup pomocniczy Terrassy
  - Neca, brazylijski piłkarz
  - Antonio Quistelli, włoski zapaśnik (zm. 1998)
- 1951:
  - Eugen Freund, austriacki dziennikarz
  - Marsha Ivins, amerykańska inżynier, astronautka
  - John Phillips, amerykański pilot lotnictwa morskiego, fizyk, astronauta
  - Ottomar Sachse, niemiecki bokser
  - Beatrix Schuba, austriacka łyżwiarka figurowa
- 1952:
  - Alfredo Figueredo, kubański siatkarz
  - Donald Harvey, amerykański seryjny morderca (zm. 2017)
- 1953:
  - Paul Hwang Chul-soo, południowokoreański duchowny katolicki, biskup Pusan
  - Rodi Kratsa-Tsangaropulu, grecka polityk
  - Andrzej Pawlik, polski inżynier, polityk, senator RP
  - Wojciech Romanowski, polski dziennikarz
- 1954:
  - Barbara Czarnowieska, polska poetka, tłumaczka (zm. 2007)
  - Andrea Gyarmati, węgierska pływaczka
  - Anna Styszyńska, polska geograf
- 1955:
  - Dodi Al-Fayed, egipski producent filmowy, kochanek księżnej Diany (zm. 1997)
  - Jeff Golub, amerykański gitarzysta jazzowy (zm. 2015)
  - Dagoberto Sosa Arriaga, meksykański duchowny katolicki, biskup Tlapy
- 1956:
  - Michael Cooper, amerykański koszykarz
  - Sigitas Kaktys, litewski lekarz, samorządowiec, polityk
  - Manuel Linda, portugalski duchowny katolicki, biskup Porto
  - Gert Jan Timmerman, holenderski szachista
- 1957:
  - Evelyn Ashford, amerykańska lekkoatletka, sprinterka
  - Hwang Kyo-ahn, południowokoreański polityk, premier Korei Południowej
  - Brigitte Latrille-Gaudin, francuska florecistka
  - Jan Pelc, czeski pisarz
  - Anna Pstuś, polska lekkoatletka, skoczkini wzwyż i w dal
- 1958:
  - Anna Kalbarczyk, polska malarka, graficzka
  - Pablo Luna, meksykański piłkarz, trener
  - Anne Michaels, kanadyjska pisarka
  - Benjamin Zephaniah, brytyjski pisarz, poeta, anarchista, działacz społeczny, muzyk reggae (zm. 2023)
- 1959:
  - Jurij Dubrowny, ukraiński piłkarz, trener (zm. 2025)
  - Roberto Fiore, włoski polityk
  - Emma Thompson, brytyjska aktorka
  - Ivo Vondrák, czeski nauczyciel, polityk, marszałek kraju morawsko-śląskiego
  - Thomas F. Wilson, amerykański aktor
- 1960:
  - Susanne Bier, duńska reżyserka i scenarzystka filmowa
  - Gilles Bourdouleix, francuski polityk
  - Pedro Delgado, hiszpański kolarz szosowy
  - Filip I Koburg, król Belgów
  - Michaił Kornijenko, rosyjski inżynier, kosmonauta
- 1961:
  - Jacek Chruściński, polski gitarzysta basowy, kompozytor, publicysta
  - Carol Greider, amerykańska biolog molekularna
  - Oleg Kulik, rosyjski malarz, performer pochodzenia ukraińskiego
  - Tiina Lillak, fińska lekkoatletka, oszczepniczka
  - Andrés Simón, kubański lekkoatleta, sprinter
  - Fuad Szukr, libański wojskowy, polityk, terrorysta (zm. 2024)
- 1962:
  - Nick Kamen, brytyjski model, piosenkarz (zm. 2021)
  - Miriam Stockley, brytyjska piosenkarka
  - Talat Xhaferi, macedoński polityk, przewodniczący Zgromadzenia Republiki Macedonii Północnej
  - John Jairo Velásquez, kolumbijski płatny zabójca  (zm. 2020)
- 1963:
  - Diosdado Cabello, wenezuelski polityk
  - Walter Casagrande, brazylijski piłkarz
  - Jerzy Kaziów, polski piłkarz (zm. 2022)
  - Gabriele Sella, włoski kolarz szosowy (zm. 2010)
  - Beata Szydło, polska działaczka samorządowa, polityk, burmistrz gminy Brzeszcze, poseł na Sejm, premier RP i eurodeputowana
- 1964:
  - Lee Kernaghan, australijski muzyk i wokalista country
  - Kamala Lopez, amerykańska aktorka, reżyserka, scenarzystka i producentka filmowa i telewizyjna pochodzenia wenezuelskiego
  - Duncan Tsoke, południowoafrykański duchowny katolicki, biskup pomocniczy Johannesburga
- 1965:
  - Salou Djibo, nigerski dowódca wojskowy, polityk, tymczasowy szef państwa
  - Ole Christian Eidhammer, norweski skoczek narciarski
  - Lilies Handayani, indonezyjska łuczniczka
  - Lars Arvid Nilsen, norweski lekkoatleta, kulomiot
  - Sōichi Noguchi, japoński astronauta
  - Linda Perry, amerykańska piosenkarka, kompozytorka, autorka tekstów pochodzenia portugalsko-brazylijskiego
- 1966:
  - Chai Ling, chińska dysydentka
  - Cressida Cowell, brytyjska autorka literatury dziecięcej i młodzieżowej
  - Samantha Fox, brytyjska piosenkarka, modelka, aktorka
  - Andriej Olchowski, rosyjski tenisista
  - Siergiej Puskiepalis, rosyjski aktor (zm. 2022)
- 1967:
  - Patrice Abbou, francuski aktor
  - Orhan Çıkırıkçı, turecki piłkarz
  - France Gareau, kanadyjska lekkoatletka, sprinterka
  - Razija Mujanović, bośniacka koszykarka
  - Dara Torres, amerykańska pływaczka
- 1968:
  - Robert Friedrich, polski gitarzysta, wokalista, członek zespołów Acid Drinkers i Arka Noego
  - Henning Harnisch, niemiecki koszykarz
  - Mons Kallentoft, szwedzki pisarz, dziennikarz
  - Hassan Ali Khayre, somalijski polityk, premier Somalii
  - Michał Kobosko, polski dziennikarz, polityk, poseł na Sejm RP
  - Ibrahim Lahlafi, marokański lekkoatleta, długodystansowiec
  - Mariusz Malec, polski reżyser, scenarzysta, dokumentalista
  - Iwane Merabiszwili, gruziński inżynier, polityk, premier Gruzji
  - Ed O’Brien, brytyjski gitarzysta, wokalista, członek zespołu Radiohead
- 1969:
  - Sean Eadie, australijski kolarz torowy
  - Craig Foster, australijski piłkarz
  - Aleksandr Lebziak, rosyjski bokser, trener
  - Bruno Le Maire, francuski samorządowiec, polityk
  - André Meinunger, niemiecki językoznawca, wykładowca akademicki
  - Jerzy Mordel, polski żużlowiec
  - Wojciech Sumliński, polski psycholog, dziennikarz śledczy, publicysta, pisarz
  - Marinko Zekić, bośniacki slawista, bałkanista, literaturoznawca, wykładowca akademicki, poeta (zm. 2018)
- 1970:
  - Tomasz Borowski, polski bokser
  - Chris Huffins, amerykański lekkoatleta, wieloboista
  - Luc Marquet, francuski siatkarz, trener
  - Zsolt Németh, węgierski piłkarz wodny
  - Miguel Ángel Oca, hiszpański piłkarz wodny
  - David Van Dyke, amerykański koszykarz
- 1971:
  - Finidi George, nigeryjski piłkarz
  - Jarosław Juszkiewicz, polski dziennikarz
  - Dariusz Kubiak, polski samorządowiec, polityk, poseł na Sejm RP
  - Georges Mouyeme, kameruński piłkarz
  - Ivo Rüegg, szwajcarski bobsleista
  - Gia Sissaouri, kanadyjski zapaśnik pochodzenia gruzińskiego
  - Josia Thugwane, południowoafrykański lekkoatleta, maratończyk
- 1972:
  - Chun Wei Cheung, holenderski wioślarz (sternik) pochodzenia chińskiego (zm. 2006)
  - Trine Dyrholm, duńska aktorka
  - Arturo Gatti, kanadyjski bokser pochodzenia włoskiego (zm. 2009)
  - Agnieszka Gieraga, polska tenisistka stołowa
  - Vickie Johnson, amerykańska koszykarka
  - Alicja Mazan-Mazurkiewicz, polska literaturoznawczyni, wykładowczyni akademicka
  - Giuseppe Reina, niemiecki piłkarz pochodzenia włoskiego
  - Agnieszka Różańska, polska aktorka
  - Maciej Wojdyła, polski aktor
- 1973:
  - Jeroen Dubbeldam, holenderski jeździec sportowy
  - Teddy Lučić, szwedzki piłkarz pochodzenia chorwackiego
  - Emanuel Rego, brazylijski siatkarz plażowy
  - Robert Scheidt, brazylijski żeglarz sportowy
  - Krzysztof Szczerski, polski polityk, poseł na Sejm RP
- 1974:
  - Marek Kardoš, słowacki siatkarz, trener
  - Danny Pino, amerykański aktor
  - Douglas Spain, amerykański aktor
  - Dominik Tomczyk, polski koszykarz, trener
- 1975:
  - Jenkins Cooper, liberyjski piłkarz
  - Philip Labonte, amerykański muzyk i wokalista, członek zespołu All That Remains
  - Paweł Milewski, polski dyplomata
  - Cyril Rool, francuski piłkarz
- 1976:
  - Seigō Narazaki, japoński piłkarz, bramkarz
  - Susan Ward, amerykańska aktorka
  - Steve Williams, brytyjski wioślarz
- 1977:
  - Marcin Kuźba, polski piłkarz
  - Dejan Milojević, serbski koszykarz, trener (zm. 2024)
  - Lilija Wajhina-Jefremowa, ukraińska biathlonistka
  - Jakub Wierzchowski, polski piłkarz, bramkarz
- 1978:
  - Austin Aries, amerykański wrestler
  - Nikołaj Beliczew, ukraiński szachista
  - Helena Costa, portugalska trenerka piłkarska
  - Soumaila Coulibaly, malijski piłkarz
  - Luis Fonsi, portorykański piosenkarz, kompozytor
  - Giorgi Lacabidze, gruziński pianista, kompozytor
  - Agnieszka Woźniak-Starak, polska dziennikarka, prezenterka radiowa i telewizyjna
- 1979:
  - Cooper Barnes, amerykański aktor pochodzenia brytyjskiego
  - Luke Evans, walijski aktor
  - Maciej Koczorowski, polski wokalista, założyciel i lider zespołu Chainsaw
  - Agnieszka Marucha, polska skrzypaczka
- 1980:
  - Pierre-Alain Frau, francuski piłkarz
  - Dmitrij Jesin, rosyjski piłkarz pochodzenia ukraińskiego
  - Agnieszka Kurczewska, polska ekonomistka, wykładowczyni akademicka
  - Raül López, hiszpański koszykarz narodowości katalońskiej
  - Víctor Núñez, kostarykański piłkarz
  - Fanny Rinne, niemiecka hokeistka na trawie
  - Fränk Schleck, luksemburski kolarz szosowy
- 1981:
  - Filiz Ahmet, macedońska aktorka pochodzenia tureckiego
  - Nicola Albani, sanmaryński piłkarz
  - Joanna Buza, polska lekkoatletka, biegaczka średniodystansowa
  - Andrés D’Alessandro, argentyński piłkarz
  - Agnieszka Janasiak, polska lekkoatletka, biegaczka długodystansowa
  - Nikodem (Kosović), serbski biskup prawosławny
  - Mike Lewis, kanadyjski wioślarz
  - Danijel Premuš, włoski piłkarz wodny pochodzenia chorwackiego
  - Tony Santos, hiszpański piosenkarz
  - Hannes Wolf, niemiecki piłkarz, trener
- 1982:
  - Bruce Abdoulaye, kongijski piłkarz
  - Damià, hiszpański piłkarz
  - Steffen Justus, niemiecki triathlonista
  - Seth Rogen, kanadyjski aktor komediowy, reżyser, scenarzysta i producent filmowy pochodzenia żydowskiego
  - Andrij Stadnik, ukraiński zapaśnik
  - Christina Wheeler, australijska tenisistka
- 1983:
  - Marek Bakoš, słowacki piłkarz
  - Blu, amerykański raper, producent muzyczny
  - Alice Braga, brazylijska aktorka
  - Matt Cardle, brytyjski piosenkarz, gitarzysta
  - Dudu Cearense, brazylijski piłkarz
  - Ilja Kowalczuk, rosyjski hokeista
  - Steve Langton, amerykański bobsleista
  - Siergiej Monia, rosyjski koszykarz
  - Anna Żelazko, polska piłkarka
- 1984:
  - Chen Qi, chiński tenisista stołowy
  - Alicia DeShasier, amerykańska lekkoatletka, oszczepniczka
  - Kanako Hirai, japońska siatkarka
  - Janne Jalasvaara, fiński hokeista
  - Vincent Marquis, kanadyjski narciarz dowolny
- 1985:
  - Milena Agudelo, kolumbijska lekkoatletka, tyczkarka
  - Karol Grela, polski gitarzysta, wokalista, kompozytor, członek zespołów Manuke i CF98
  - Srđa Knežević, serbski piłkarz
  - Anaïs Laurendon, francuska tenisistka
  - Shay Murphy, amerykańsko-czarnogórska koszykarka
  - Amy Ried, amerykańska aktorka pornograficzna
  - Bernardo Sainz, meksykański piłkarz
  - Julian Schuster, niemiecki piłkarz
  - Olman Vargas, kostarykański piłkarz
- 1986:
  - Ester Dean, amerykańska piosenkarka, autorka tekstów
  - Rebecca Harris, amerykańska koszykarka
  - Sylvain Marveaux, francuski piłkarz
  - Quincy Owusu-Abeyie, ghański piłkarz
- 1987:
  - Sapphire Elia, brytyjska aktorka, piosenkarka
  - Ołeksandr Hwozdyk, ukraiński bokser
  - Alicja Sinicka, polska pisarka
  - Irina Tarasowa, rosyjska lekkoatletka, kulomiotka
  - Samira Wiley, amerykańska aktorka
- 1988:
  - Milagros Collar, hiszpańska siatkarka
  - Steven Defour, belgijski piłkarz
  - Eliza Doolittle, brytyjska piosenkarka
  - Francesco Fossi, włoski wioślarz
  - Chris Tillman, amerykański baseballista
- 1989:
  - Denise Feierabend, szwajcarska narciarka alpejska
  - Elizabeta Samara, rumuńska tenisistka stołowa
  - Kriss Sheridan, polsko-amerykański piosenkarz, autor tekstów, aktor
- 1990:
  - Fouad Bachirou, komoryjski piłkarz
  - Kasper Bryniczka, polski hokeista
  - Aimi Kawashima, japońska siatkarka
  - Julien Lyneel, francuski siatkarz
  - Emma Watson, brytyjska aktorka, modelka
- 1991:
  - Denzell Erves, amerykański koszykarz
  - Javier Fernández, hiszpański łyżwiarz figurowy
  - Ansiel Galimow, rosyjski hokeista
  - Ristomatti Hakola, fiński biegacz narciarski
  - Nathalie Lindborg, szwedzka pływaczka
  - Marco Terrazzino, niemiecki piłkarz pochodzenia włoskiego
  - Anastasija Winnikawa, białoruska piosenkarka
- 1992:
  - Amy Deasismont, szwedzka piosenkarka, autorka, aktorka
  - Remo Freuler, szwajcarski piłkarz
  - John Guidetti, szwedzki piłkarz pochodzenia włosko-brazylijskiego
  - Nathaniel Mendez-Laing, angielski piłkarz
  - Guðmundur Þórarinsson, islandzki piłkarz
  - Richard Sandrak, amerykański kulturysta pochodzenia ukraińskiego
  - Alice Volpi, włoska florecistka
- 1993:
  - Felipe Anderson, brazylijski piłkarz
  - Kostakis Artimatas, cypryjski piłkarz
  - Illia Czarhejka, białoruski strzelec sportowy
  - Marco Fichera, włoski szpadzista
  - Madeleine Martin, amerykańska aktorka
  - Serhij Miakuszko, ukraiński piłkarz
- 1994:
  - Eleonora Bruno, włoska siatkarka
  - Maja Dahlqvist, szwedzka biegaczka narciarska
  - Melissa Greeff, południowoafrykańska szachistka
  - Pierre Houin, francuski wioślarz
  - Jannik Huth, niemiecki piłkarz, bramkarz
  - Denis Krestinin, litewski koszykarz
  - Shaunae Miller-Uibo, bahamska lekkoatletka, sprinterka
- 1995:
  - Cody Christian, amerykański aktor
  - Feyonda Fitzgerald, amerykańska koszykarka
  - Eliot Gashi, luksemburski piłkarz
  - Anastasija Krajduba, ukraińska siatkarka
  - Chiaka Ogbogu, amerykańska siatkarka
- 1996:
  - Swietłana Czimrowa, rosyjska pływaczka
  - Edimilson Fernandes, szwajcarski piłkarz pochodzenia portugalskiego
  - Gabrielle Ortiz, amerykańska koszykarka
  - İpek Soylu, turecka tenisistka
- 1997:
  - Donavan Brazier, amerykański lekkoatleta, średniodystansowiec
  - Tim Hall, luksemburski piłkarz
  - Andmesh Kamaleng, indonezyjski piosenkarz
  - Bibiert Tumienow, rosyjski bokser
  - Maisie Williams, brytyjska aktorka
- 1998:
  - Cristian Dros, mołdawski piłkarz
  - José Gurrola, meksykański piłkarz
  - Nihad Mujakić, bośniacki piłkarz
  - Wijaleta Skwarcowa, białoruska lekkoatletka, skoczkini w dal
- 1999:
  - Nelson Balongo, kongijski piłkarz
  - Stefania Constantini, włoska curlerka
  - Dominik Kubera, polski żużlowiec
  - Zachary Lagha, kanadyjski łyżwiarz figurowy
  - Akdżoł Machmudow, kirgiski zapaśnik
  - Sorina Miclăuș, rumuńska siatkarka
  - Denis Shapovalov, kanadyjski tenisista pochodzenia rosyjsko-żydowskiego
  - Zagir Szachijew, rosyjski zapaśnik
- 2000:
  - Bassekou Diabaté, malijski piłkarz
  - Miles Norris, amerykański koszykarz
  - Filip Petrušev, serbski koszykarz
  - Gaoussou Youssouf Siby, gwinejski piłkarz
- 2001:
  - Fatih Bin Faradżallah, algierski zapaśnik
  - Mauro Rodrigues, piłkarz z Gwinei Bissau
- 2002 – Sonam Malik, indyjska zapaśniczka
- 2003:
  - Ralph Orquin, meksykański piłkarz
  - Youssry Samy, egipski judoka
  - Matías Soulé, argentyński piłkarz
  - Simon Steinbeißer, niemiecki skoczek narciarski
- 2004:
  - Jewa Gieworgian, rosyjsko-armeńska pianistka
  - Christian Torres, meksykański piłkarz
- 2009 – Julia Butters, amerykańska aktorka

## Zmarli
- 628 – Suiko, cesarzowa Japonii (ur. 554)
- 1053 – Godwin z Kentu, angielski możnowładca (ur. ok. 1001)
- 1132 – Mścisław I Harald, książę kijowski (ur. 1076)
- 1246 – Piotr González, hiszpański dominikanin, święty (ur. przed 1190)
- 1415 – Manuel Chryzoloras, bizantyński filolog (ur. ok. 1350)
- 1446 – Filippo Brunelleschi, włoski architekt, rzeźbiarz (ur. 1377)
- 1448 – Wawrzyniec z Raciborza, polski uczony, teolog, kaznodzieja, profesor i dwukrotny rektor Akademii Krakowskiej (ur. ?)
- 1515 – Mikołaj Kamieniecki, polski ziemianin, hetman wielki koronny, wojewoda krakowski (ur. 1460)
- 1549 – Krystyna, landgrafini heska (ur. 1505)
- 1558 – Roksolana, Rusinka, konkubina i żona sułtana Imperium Osmańskiego Sulejmana I Wspaniałego (ur. ok. 1505)
- 1575 – Wolrad II, niemiecki arystokrata (ur. 1509)
- 1584 – Jan Borukowski, polski duchowny katolicki, biskup przemyski, polityk (ur. 1524)
- 1607 – César de Bus, francuski duchowny katolicki, błogosławiony (ur. 1544)
- 1622 – Leandro Bassano, włoski malarz (ur. 1557)
- 1632 – George Calvert, angielski arystokrata, polityk, kolonizator (ur. ok. 1580)
- 1658 – Andrzej Leszczyński, polski duchowny katolicki, arcybiskup gnieźnieński i prymas Polski (ur. 1608)
- 1659 – Simon Dach, niemiecki poeta (ur. 1605)
- 1690 – Michał Apafy, książę Siedmiogrodu (ur. 1632)
- 1691 – Kazimierz Zawadzki, polski kronikarz, historyk (ur. 1647)
- 1719 – Madame de Maintenon, francuska arystokratka, kochanka króla Ludwika XIV (ur. 1635)
- 1725 – Andrzej Krupecki, polski prawnik, rektor Akademii Krakowskiej (ur. 1644)
- 1754 – Jacopo Riccati, włoski matematyk (ur. 1676)
- 1757 – Rosalba Carriera, włoska malarka (ur. 1675)
- 1761 – Archibald Campbell, szkocki arystokrata, prawnik, polityk (ur. 1682)
- 1764 – Madame Pompadour, francuska arystokratka, kochanka króla Ludwika XV (ur. 1721)
- 1765 – Michaił Łomonosow, rosyjski uczony, poeta, założyciel Uniwersytetu Moskiewskiego (ur. 1711)
- 1772 – Károlyi József Batthyány, austriacki generał, marszałek polny pochodzenia węgierskiego (ur. 1697)
- 1788 – Giuseppe Bonno, austriacki kompozytor pochodzenia włoskiego (ur. 1711)
- 1803 – Jeroným Brixi, czeski organista, kompozytor (ur. 1738)
- 1808 – Hubert Robert, francuski malarz (ur. 1733)
- 1809 – Tadeusz Dembowski, polski polityk (ur. 1738)
- 1810 – Robert Watson-Priestfield-Aithernay, polski szlachcic, polityk pochodzenia szkockiego (ur. 1744)
- 1817 – Paweł Hulewicz, polski poeta, tłumacz, szambelan królewski, uczestnik konfederacji targowickiej (ur. 1750)
- 1820 – John Bell, szkocki anatom, chirurg (ur. 1763)
- 1834 – Józef Kajetan Ossoliński, polski hrabia, polityk (ur. 1758)
- 1843 – Antoni Meliton Rostworowski, polski ziemianin, wojskowy, polityk (ur. 1789)
- 1844 – Charles Bulfinch, amerykański architekt (ur. 1763)
- 1846 – Dominik Lisiecki, polski prawnik, dziennikarz, poeta, tłumacz (ur. 1801)
- 1847:
  - Stanisław Bonifacy Jundziłł, polski duchowny katolicki, przyrodnik, naturalista, pedagog, pamiętnikarz (ur. 1761)
  - Stefan Witwicki, polski poeta, publicysta (ur. 1801)
- 1852 – Gregor Thomas Ziegler, austriacki duchowny katolicki, biskup tarnowski i biskup Linzu (ur. 1770)
- 1854 – Arthur Aikin, brytyjski chemik, mineralog (ur. 1773)
- 1865 – Abraham Lincoln, amerykański polityk, prezydent USA (ur. 1809)
- 1869 – August Wilhelm Bach, niemiecki kompozytor (ur. 1796)
- 1870:
  - Matteo Eustachio Gonella, włoski kardynał, nuncjusz apostolski (ur. 1811)
  - Antoni Sacchetti, włosko-polski malarz, dekorator (ur. 1790)
- 1876 – Antoni Waszkiewicz, polski porucznik artylerii, uczestnik powstania listopadowego, emigrant (ur. 1806)
- 1877 – Aleksander Jełowicki, polski prozaik, poeta, tłumacz, wydawca (ur. 1804)
- 1883:
  - Fryderyk Franciszek II, wielki książę Meklemburgii-Schwerinu (ur. 1823)
  - Władimir Kowalewski, rosyjski paleontolog, ewolucjonista pochodzenia polskiego (ur. 1842)
- 1884 – Jiří Ehl, czeski duchowny katolicki, muzyk, śpiewak, poeta, pedagog, organizator życia teatralnego (ur. 1803)
- 1888:
  - Matthew Arnold, brytyjski poeta (ur. 1822)
  - Joseph Dietzgen, niemiecki filozof socjalistyczny (ur. 1828)
- 1889:
  - Damian De Veuster, belgijski misjonarz, święty (ur. 1840)
  - Jan Chrzciciel Okoński, polski aktor, dramaturg, dyrektor i przedsiębiorca teatralny (ur. 1807)
- 1899:
  - Agostino Bausa, włoski duchowny katolicki, arcybiskup Florencji, kardynał (ur. 1821)
  - Karl Ludwig Kahlbaum, niemiecki psychiatra (ur. 1828)
  - (lub 17 kwietnia) Alfred Schouppé, polski malarz (ur. 1812)
- 1900 – Ignacy Łobos, polski duchowny katolicki, biskup pomocniczy przemyski i biskup tarnowski (ur. 1827)
- 1901:
  - Juan Manuel Blanes, urugwajski malarz (ur. 1830)
  - Václav Brožík, czeski malarz (ur. 1851)
- 1902:
  - Antoni Gustaw Bem, polski krytyk i historyk literatury, pedagog (ur. 1848)
  - Jules Dalou, francuski rzeźbiarz (ur. 1838)
  - Józef Wincenty Piłsudski, polski ziemianin, przemysłowiec, ojciec Józefa (ur. 1833)
  - Dmitrij Sipiagin, rosyjski polityk (ur. 1853)
- 1903 – Giovanni Bovio, włoski prawnik, filozof, wykładowca akademicki, polityk (ur. 1837)
- 1905:
  - Jordan Anderson, afroamerykański niewolnik (ur. 1825)
  - Florentyna Golańska, polska aktorka, śpiewaczka operetkowa (ur. 1863)
- 1908 – Antoine Béchamp, francuski biolog, farmaceuta, wykładowca akademicki (ur. 1816)
- 1910:
  - Charles Edouard Duboc, niemiecki prozaik, poeta (ur. 1822)
  - Antoni Elzenberg, polski dermatolog, wenerolog (ur. 1852)
- 1911:
  - Georg Knorr, niemiecki inżynier kolejowy, wynalazca (ur. 1859)
  - Wilma Neruda, morawska skrzypaczka (ur. 1838)
  - Cezaryna Wojnarowska, polska działaczka socjalistyczna (ur. 1861)
- 1912 – Ofiary zatonięcia „Titanica”:
  - Thomas Andrews, irlandzki konstruktor statków (ur. 1873)
  - John Jacob Astor IV, amerykański przedsiębiorca (ur. 1864)
  - Thomas Byles, brytyjski duchowny katolicki (ur. 1870)
  - Joseph Dawson, irlandzki marynarz (ur. 1888)
  - Walter Donald Douglas, amerykański przedsiębiorca (ur. 1861)
  - Benjamin Guggenheim, amerykański przedsiębiorca (ur. 1865)
  - Wallace Hartley, brytyjski dyrektor orkiestry (ur. 1878)
  - Georges Alexandre Krins, belgijski skrzypek (ur. 1889)
  - Francis Davis Millet, amerykański malarz, ilustrator, pisarz, dziennikarz (ur. 1846)
  - William Mintram, brytyjski strażak (ur. 1866)
  - Juozapas Montvila, litewski duchowny katolicki, działacz narodowy (ur. 1885)
  - James Moody, brytyjski marynarz (ur. 1887)
  - William Murdoch, brytyjski marynarz (ur. 1873)
  - Jack Phillips, brytyjski marynarz, radiooperator (ur. 1887)
  - Edward Smith, brytyjski marynarz, kapitan „Titanica” (ur. 1850)
  - William Thomas Stead, brytyjski dziennikarz, spirytysta, teozof, esperantysta, filantrop (ur. 1849)
  - Harry Elkins Widener, amerykański przedsiębiorca (ur. 1885)
  - Henry Wilde, brytyjski marynarz (ur. 1872)
- 1913:
  - Kazimierz Łęcki, polski ziemianin (ur. 1825)
  - Ğabdulla Tuqay, tatarski poeta, eseista, tłumacz, krytyk literacki (ur. 1886)
- 1914 – Adam Gołuchowski, polski hrabia, ziemianin, polityk (ur. 1855)
- 1916 – Auguste Barth, francuski indolog, epigrafista (ur. 1834)
- 1920 – Piotr Piskorski, polski lekarz, działacz społeczny i oświatowy (ur. 1863)
- 1921:
  - Siergiej Bulicz, rosyjski językoznawca, etnograf, historyk sztuki, kompozytor, wykładowca akademicki (ur. 1859)
  - Bolesław Dębiński, polski lekarz, przyrodnik, działacz społeczny (ur. 1868)
- 1922:
  - Bettina Jacobson, niemiecka pisarka, tłumaczka (ur. 1841)
  - Bohdan Kutyłowski, polski adwokat, publicysta, dyplomata (ur. 1863)
- 1924:
  - Eduard Caudella, rumuński kompozytor, skrzypek, dyrygent, pedagog (ur. 1841)
  - Kazimierz Loewe, polski inżynier budowniczy, architekt (ur. 1845)
- 1925:
  - Fritz Haarmann, niemiecki seryjny morderca (ur. 1879)
  - August Endell, niemiecki architekt (ur. 1871)
  - John Singer Sargent, amerykański malarz (ur. 1856)
  - Antoni Tyczyński, polski duchowny katolicki, działacz społeczny, oświatowy i gospodarczy (ur. 1856)
- 1926 – Maria Grossek-Korycka, polska poetka, tłumaczka, publicystka (ur. 1864)
- 1927:
  - Gaston Leroux, francuski pisarz, reporter (ur. 1868)
  - Feliks Perl, polski publicysta, działacz socjalistyczny pochodzenia żydowskiego (ur. 1871)
- 1928:
  - Pietro Bordino, włoski kierowca wyścigowy (ur. 1887)
  - Zygmunt Laskowski, polski lekarz anatom, wykładowca akademicki (ur. 1841)
- 1929 – Nikołaj Kaznakow, rosyjski generał kawalerii (ur. 1856)
- 1931:
  - Emilio Aceval, paragwajski polityk, prezydent Paragwaju (ur. 1853)
  - Knud V. Engelhardt, duński projektant przemysłowy, architekt (ur. 1882)
  - Innokientij Kożewnikow, radziecki polityk, dyplomata (ur. 1873)
  - Joe Masseria, amerykański gangster pochodzenia włoskiego (ur. 1887)
  - Tomasz Sabaudzki-Genueński, włoski arystokrata, admirał (ur. 1854)
- 1932 – Ignacy Gajniak, polski chłop, rzemieślnik, mechanik (ur. 1872)
- 1933:
  - George Saling, amerykański lekkoatleta, płotkarz (ur. 1909)
  - Stanisław Szepetys, polski inżynier kolejnictwa, działacz społeczny (ur. 1879)
- 1934 – Emil Andrzej Ruecker, polski dziennikarz, publicysta, urzędnik państwowy (ur. 1887)
- 1935 – Anna Ancher, duńska malarka (ur. 1859)
- 1936:
  - Věnceslav Černý, czeski malarz, ilustrator (ur. 1865)
  - Maria Chludzińska-Józefowicz, polska pielęgniarka (ur. 1894)
  - Jan Gabriel Grochmalicki, polski zoolog, wykładowca akademicki (ur. 1883)
  - Louis Henri Vaquez, francuski internista, wykładowca akademicki (ur. 1860)
  - Tessa Wheeler, brytyjska archeolog, wykładowczyni akademicka (ur. 1893)
- 1937:
  - Stanisław Hirszel, polski malarz, grafik, karykaturzysta, literat, żołnierz Legionów Polskich (ur. 1885)
  - Ronald Maitland, kanadyjski żeglarz sportowy (ur. 1887)
- 1938:
  - Charles J. Colden, amerykański polityk (ur. 1870)
  - Walenty Koleczko, polski inżynier leśnik, weteran powstania styczniowego (ur. 1842)
  - César Vallejo, peruwiański poeta, prozaik, tłumacz, eseista (ur. 1892)
- 1939 – Bronisława Dłuska, polska ginekolog, działaczka społeczna, niepodległościowa i kobieca (ur. 1865)
- 1940 – Marian Spoida, polski podporucznik rezerwy lotnictwa, piłkarz, trener (ur. 1901)
- 1941:
  - Jean-Lucien Dieuleveut-Kaulek, francuski inżynier, nauczyciel (ur. 1879)
  - Jan Antoni Krasulski, polski żołnierz AK, batiar lwowski (ur. 1912)
- 1942:
  - Hugh S. Johnson, amerykański generał, przedsiębiorca, dziennikarz, polityk (ur. 1881)
  - Robert Musil, austriacki pisarz, krytyk teatralny (ur. 1880)
  - Joshua Pim, irlandzki tenisista (ur. 1869)
- 1943:
  - Władimir Jerszow, radziecki polityk (ur. 1906)
  - Aristarch Lentułow, rosyjski malarz, scenograf, pedagog (ur. 1882)
- 1944:
  - Giovanni Gentile, włoski filozof, historyk, wykładowca akademicki, wydawca, polityk (ur. 1875)
  - Chōki Motobu, japoński karateka (ur. 1870)
  - Kazimierz Piech, polski porucznik rezerwy piechoty, botanik, wykładowca akademicki (ur. 1893)
  - Cyprian Witte, niemiecki duchowny katolicki, prefekt apostolski Środkowej Norwegii (ur. 1890)
- 1945:
  - Günther Burstyn, austriacki oficer, inżynier (ur. 1879)
  - Arthur Hermann Florstedt, niemiecki funkcjonariusz nazistowski, zbrodniarz wojenny, komendant obozu Majdanek (ur. 1895)
  - Jan Mrózek, polski działacz ruchu oporu (ur. 1913)
  - Joannes Cassianus Pompe, holenderski patolog (ur. 1901)
  - Kārlis Skalbe, łotewski pisarz, polityk (ur. 1879)
- 1946:
  - Werner Hochbaum, niemiecki reżyser, scenarzysta i producent filmowy (ur. 1899)
  - Ksawery Sasinowski, polski podporucznik AK (ur. 1914)
  - Faik Shatku, albański prawnik, polityk (ur. 1889)
  - Marian Strzelecki, polski dziennikarz i działacz sportowy (ur. 1895)
- 1947:
  - Fernand de Brinon, francuski arystokrata, prawnik, dziennikarz (ur. 1885)
  - Jean Levasseur, francuski komandor porucznik (ur. 1909)
  - Theodor Lewald, niemiecki działacz sportowy pochodzenia żydowskiego (ur. 1860)
- 1948:
  - Radola Gajda, czechosłowacki generał major, polityk (ur. 1892)
  - Manuel Roxas, filipiński prawnik, polityk, prezydent Filipin (ur. 1892)
- 1949 – Wallace Beery, amerykański aktor, reżyser filmowy (ur. 1885)
- 1950 – Tadeusz Gwiazdoski, polski dyplomata (ur. 1889)
- 1951:
  - Julius Jewelowski, gdański polityk pochodzenia żydowskiego (ur. 1874)
  - Robert Ritter, niemiecki psychiatra, zbrodniarz nazistowski (ur. 1901)
- 1952:
  - Wiktor Czernow, rosyjski polityk, pisarz polityczny, rewolucjonista (ur. 1873)
  - Ludwig Kaas, niemiecki duchowny katolicki, polityk (ur. 1881)
  - Zygmunt Kozubski, polski duchowny i teolog katolicki, wykładowca akademicki (ur. 1886)
- 1953:
  - Stanisław Grabda, polski oficer AK i NSZ (ur. 1916)
  - Gustav Hügel, austriacki łyżwiarz figurowy (ur. 1871)
  - Moses Kiley, amerykański duchowny katolicki, arcybiskup metropolita Milwaukee pochodzenia kanadyjskiego (ur. 1876)
  - Charles R. Knight, amerykański malarz, paleoartysta (ur. 1874)
  - Stefan Pietrusiński, polski żołnierz podziemia antykomunistycznego (ur. 1929)
- 1954:
  - Ferdynand Macalik, polski kompozytor, wiolonczelista (ur. 1887)
  - Feliks Wrobel, polski teolog, kompozytor, pedagog (ur. 1894)
- 1955:
  - Bronisław Nartowski, polski chemik, wykładowca akademicki (ur. 1898)
  - Ryszard Szretter, polski fizjolog, wykładowca akademicki (ur. 1892)
- 1956:
  - Leonard Peterson, szwedzki gimnastyk (ur. 1885)
  - Carlos Saladrigas, kubański prawnik, polityk, premier Kuby (ur. 1900)
- 1957:
  - Pedro Infante, meksykański aktor, piosenkarz (ur. 1917)
  - Ignacy Roliński, polski matematyk, wykładowca akademicki (ur. 1885)
- 1958 – Estelle Taylor, amerykańska aktorka (ur. 1894)
- 1962 – Clara Blandick, amerykańska aktorka (ur. 1881)
- 1964:
  - Karol Hanke, polski piłkarz, trener (ur. 1903)
  - Tadeusz Ropelewski, polski kapitan, polityk, poseł na Sejm RP (ur. 1893)
- 1965:
  - Lauritz Bergendahl, norweski biegacz narciarski, kombinator norweski (ur. 1887)
  - Karol Strzałkowski, polski nauczyciel, polityk, poseł na Sejm Ustawodawczy (ur. 1900)
- 1967 – Totò, włoski piosenkarz, autor tekstów, kompozytor, aktor, pisarz (ur. 1898)
- 1968:
  - Ira Courtney, amerykański lekkoatleta, sprinter i płotkarz (ur. 1889)
  - Borys Latoszynski, ukraiński kompozytor, dyrygent (ur. 1895)
  - Leonid Pirogow, rosyjski aktor (ur. 1910)
  - Amparo Poch y Gascón, hiszpańska lekarka, pisarka, poetka, aktywistka anarchistyczna i pacyfistyczna (ur. 1902)
- 1969:
  - Wiktoria Eugenia Battenberg, królowa hiszpańska (ur. 1887)
  - Józef Wełniak, polski matematyk, wykładowca akademicki (ur. 1906)
- 1970 – Maria Hryniewicz, polska aktorka (ur. 1904)
- 1971:
  - Tadeusz Demeter, polski inżynier budownictwa, wykładowca akademicki (ur. 1901)
  - Fritz Lubrich, niemiecki organista, kompozytor, pedagog (ur. 1888)
  - William Heneage Ogilvie, brytyjski lekarz wojskowy, chirurg i ortopeda (ur. 1887)
  - Ulf Nordwall, szwedzki lekarz (ur. 1903)
  - Kasper Pochwalski, polski malarz, konserwator zabytków (ur. 1899)
  - Friedebert Tuglas, estoński pisarz, tłumacz, krytyk literacki (ur. 1886)
- 1972 – Kazimierz Paweł Janczykowski, polski etnograf, geograf, nauczyciel (ur. 1888)
- 1973 – Ernst Klodwig, niemiecki kierowca wyścigowy (ur. 1903)
- 1974:
  - Irena Glücksburg, księżniczka grecka, królowa chorwacka (ur. 1904)
  - Aleksandr Saburow, radziecki generał major (ur. 1908)
- 1975:
  - Richard Conte, amerykański aktor pochodzenia włoskiego (ur. 1910)
  - Charles Journet, szwajcarski kardynał (ur. 1891)
- 1976 – Dawid Elazar, izraelski generał (ur. 1925)
- 1977:
  - Włodzimierz Dudek, polski piłkarz, trener (ur. 1915)
  - Nicolás Franco, hiszpański generał, inżynier, dyplomata (ur. 1891)
- 1978:
  - Władysław Osto-Suski, polski aktor (ur. 1910)
  - Gustaf Adolf Sellin, szwedzki kombinator norweski, biegacz i skoczek narciarski (ur. 1917)
  - Joseph Sunlight, brytyjski architekt pochodzenia żydowskiego (ur. 1889)
- 1980 – Jean-Paul Sartre, francuski prozaik, dramaturg, eseista, filozof, laureat Nagrody Nobla (ur. 1905)
- 1981:
  - Lorenzo Guerrero Gutiérrez, nikaraguański polityk, prezydent Nikaragui (ur. 1900)
  - Alfred Schläppi, szwajcarski bobsleista (ur. 1898)
  - John Thach, amerykański admirał (ur. 1905)
  - Stefan Wiśniewski, polski bokser (ur. 1904)
- 1982 – Louis de Guiringaud, francuski polityk, dyplomata (ur. 1911)
- 1983:
  - Gyula Illyés, węgierski pisarz (ur. 1902)
  - Benon Liberski, polski malarz, grafik, rysownik, pedagog (ur. 1926)
- 1984:
  - Tommy Cooper, brytyjski komik (ur. 1921)
  - William Empson, brytyjski poeta, krytyk i teoretyk literatury (ur. 1906)
  - Grete Hermann, niemiecka matematyk, filozof, wykładowczyni akademicka (ur. 1901)
- 1985:
  - Jack Medica, amerykański pływak (ur. 1914)
  - Adam Młodzianowski, polski artysta plastyk (ur. 1917)
- 1986:
  - Siergiej Anochin, radziecki pilot, szybownik (ur. 1910)
  - Jean Genet, francuski prozaik, dramaturg (ur. 1910)
  - Vlastimil Moravec, czechosłowacki kolarz szosowy (ur. 1949)
- 1989:
  - Bernard-Marie Koltès, francuski dramaturg, reżyser teatralny (ur. 1948)
  - Charles Vanel, francuski aktor (ur. 1892)
  - Connie Simmons, amerykański koszykarz (ur. 1925)
- 1990:
  - Ulrich Becher, niemiecki pisarz (ur. 1910)
  - Greta Garbo, szwedzko-amerykańska aktorka (ur. 1905)
  - Wuczko Jordanow, bułgarski piłkarz (ur. 1915)
  - Spark Matsunaga, amerykański polityk pochodzenia japońskiego (ur. 1916)
  - Lawson Ramage, amerykański wiceadmirał (ur. 1909)
  - Angelo Tarantino, włoski duchowny katolicki, biskup Arua w Ugandzie (ur. 1908)
- 1991 – Władysław Bieńkowski, polski publicysta, socjolog, polityk, minister oświaty, poseł na Sejm PRL (ur. 1906)
- 1992 – Aleksandr Siewidow, rosyjski piłkarz, trener (ur. 1921)
- 1993:
  - Uwe Beyer, niemiecki lekkoatleta, młociarz (ur. 1945)
  - Leslie Charteris, brytyjski pisarz (ur. 1907)
  - Georges Guillez, francuski lekkoatleta, sprinter (ur. 1909)
  - John Tuzo Wilson, kanadyjski geofizyk, wykładowca akademicki (ur. 1908)
- 1994 – John Curry, brytyjski łyżwiarz figurowy (ur. 1949)
- 1995 – Roman Stopa, polski językoznawca, afrykanista, folklorysta, esperantysta (ur. 1895)
- 1996:
  - Tadeusz Kirschke, polski duchowny katolicki, dziennikarz (ur. 1908)
  - Wojciech Mazurek, polski rolnik, polityk, poseł na Sejm PRL (ur. 1909)
- 1997:
  - Iwa Młodnicka, polska aktorka (ur. 1941)
  - Sawielij Safronow, rosyjski piłkarz, trener pochodzenia greckiego (ur. 1925)
  - Mieczysław Wroński, polski chemik, wykładowca akademicki (ur. 1926)
- 1998:
  - Tony Astarita, włoski piosenkarz (ur. 1945)
  - Ryszard Bodio, polski pianista jazzowy, taper (ur. 1948)
  - Pol Pot, kambodżański polityk, działacz komunistyczny, przywódca Czerwonych Khmerów, premier Kambodży (ur. 1925)
- 1999:
  - Maciej Krasicki, polski dziennikarz, scenarzysta filmowy (ur. 1940)
  - Alfred Świt, polski inżynier elektronik, wykładowca akademicki (ur. 1928)
  - Nicola Trussardi, włoski projektant mody (ur. 1942)
- 2000 – Edward Gorey, amerykański rysownik (ur. 1925)
- 2001 – Joey Ramone, amerykański wokalista, członek zespołu The Ramones (ur. 1951)
- 2002:
  - Tadeusz Hanausek, polski prawnik, profesor kryminalistyki (ur. 1931)
  - Damon Knight, amerykański pisarz science fiction (ur. 1922)
  - Szymon Kobyliński, polski grafik, rysownik, karykaturzysta, satyryk, historyk, scenograf (ur. 1927)
- 2003 – Wasilij Pietrow, radziecki generał porucznik artylerii (ur. 1922)
- 2004:
  - Karol Dejna, polski językoznawca, slawista, wykładowca akademicki (ur. 1911)
  - Hans Gmür, szwajcarski dramaturg, kompozytor (ur. 1927)
  - Krzysztof Kreutzinger, polski publicysta, dziennikarz, krytyk filmowy (ur. ?)
- 2005:
  - Peter Cargill, jamajski piłkarz (ur. 1964)
  - Kazimierz Koźniewski, polski pisarz (ur. 1919)
- 2006:
  - Bruno Ferrero, włoski samorządowiec, polityk, eurodeputowany (ur. 1943)
  - Norbert Mateusz Kuźnik, polski kompozytor, organista (ur. 1946)
  - Henryk Przełożyński, polski akordeonista, pedagog (ur. 1935)
- 2007:
  - Alex Homberger, szwajcarski wioślarz (ur. 1912)
  - Jerzy Janicki, polski pisarz, dziennikarz, scenarzysta filmowy (ur. 1928)
  - Helmut Ridder, niemiecki prawnik, wykładowca akademicki (ur. 1919)
- 2008:
  - Hendrik S. Houthakker, amerykański ekonomista, przedsiębiorca pochodzenia holenderskiego (ur. 1924)
  - Fernand Jaccard, szwajcarski piłkarz, trener (ur. 1907)
- 2009:
  - Giano Accame, włoski dziennikarz, pisarz, historyk (ur. 1928)
  - Tibor Gánti, węgierski biolog, biochemik, wykładowca akademicki (ur. 1933)
- 2010 – Marian Owczarski, polski rzeźbiarz, konserwtor zabytków (ur. 1932)
- 2011:
  - Edward Klimczak, polski tłumacz (ur. 1944)
  - Bronisław Siadek, polski dziennikarz, podróżnik, żeglarz, taternik, klimatolog (ur. 1929)
- 2012:
  - Jenny Olsson, szwedzka biegaczka narciarska (ur. 1979)
  - Murray Rose, australijski pływak (ur. 1939)
  - Dwayne Schintzius, amerykański koszykarz (ur. 1968)
- 2013:
  - Eryk Kuszczak, polski artysta, malarz, projektant, architekt wnętrz, konserwator zabytków (ur. 1929)
  - Richard LeParmentier, amerykański aktor (ur. 1946)
  - Jerzy Wicik, polski aktor (ur. 1930)
- 2014 – Nina Cassian, rumuńska poetka, tłumaczka, malarka, dziennikarka, pianistka (ur. 1924)
- 2015:
  - Jonathan Crombie, kanadyjski aktor (ur. 1966)
  - Ołeh Kałasznikow, ukraiński polityk (ur. 1962)
  - Zdzisław Larski, polski wirusolog, immunolog, wykładowca akademicki (ur. 1919)
  - Maria Meglicka, polska historyk (ur. 1925)
  - Surya Bahadur Thapa, nepalski polityk, premier Nepalu (ur. 1928)
  - Tadahiko Ueda, japoński piłkarz (ur. 1947)
- 2016 – Anne Grommerch, francuska działaczka samorządowa, polityk (ur. 1970)
- 2017:
  - Amílcar Henríquez, panamski piłkarz (ur. 1983)
  - Clifton James, amerykański aktor (ur. 1920)
  - Emma Morano, włoska superstulatka (ur. 1899)
- 2018:
  - R. Lee Ermey, amerykański aktor (ur. 1944)
  - Michael Halliday, brytyjski językoznawca, wykładowca akademicki (ur. 1925)
  - Vittorio Taviani, włoski reżyser filmowy (ur. 1929)
  - Stefano Zappalà, włoski polityk, eurodeputowany (ur. 1941)
- 2019:
  - Owen Garriott, amerykański naukowiec, astronauta (ur. 1930)
  - Aleksandyr Kostow, bułgarski piłkarz (ur. 1938)
  - Jan Partyka, polski działacz społeczny, kolekcjoner militariów (ur. 1931)
  - Quinzinho, angolski piłkarz (ur. 1974)
  - Jerzy Żydkiewicz, polski aktor (ur. 1932)
- 2020:
  - Adam Alsing, szwedzki dziennikarz, prezenter radiowy i telewizyjny (ur. 1968)
  - Joe Brown, brytyjski wspinacz (ur. 1930)
  - Bernard Deconinck, francuski kolarz szosowy i torowy (ur. 1936)
  - Brian Dennehy, amerykański aktor (ur. 1938)
  - Rubem Fonseca, brazylijski pisarz, scenarzysta filmowy (ur. 1925)
  - Henry Grimes, amerykański kontrabasista jazzowy (ur. 1935)
  - Lee Konitz, amerykański saksofonista jazzowy (ur. 1927)
  - Aldo Mongiano, włoski duchowny katolicki, biskup Roraima (ur. 1919)
  - Gérard Mulumba, kongijski duchowny katolicki, biskup Mweki (ur. 1937)
  - Dorick Wright, belizeński duchowny katolicki, biskup Belize City – Belmopan (ur. 1945)
- 2021:
  - Barby Kelly, irlandzka wokalistka, członkini zespołu The Kelly Family (ur. 1975)
  - Jerzy Zawadzki, polski chemik, wykładowca akademicki (ur. 1941)
- 2022:
  - Bernhard Germeshausen, niemiecki bobsleista (ur. 1951)
  - Michael O’Kennedy, irlandzki prawnik, polityk, eurokomisarz (ur. 1936)
  - Henry Plumb, brytyjski rolnik, działacz organizacji rolniczych, polityk, eurodeputowany, przewodniczący Parlamentu Europejskiego (ur. 1925)
  - Liz Sheridan, amerykańska aktorka (ur. 1929)
- 2023:
  - Joannis D. Karavidopoulos, grecki teolog prawosławny, egzegeta, biblista, wykładowca akademicki (ur. 1937)
  - Francisco Viti, angolski duchowny katolicki, biskup Menongue, arcybiskup Huambo (ur. 1933)
- 2024:
  - Constantin Corduneanu, rumuński zapaśnik (ur. 1969)
  - Stanisław Czajczyński, polski przedsiębiorca, polityk, poseł na Sejm RP (ur. 1949)
  - Mouncif El Haddaoui, marokański piłkarz (ur. 1964)
  - Bernd Hölzenbein, niemiecki piłkarz (ur. 1946)
  - Josip Manolić, chorwacki działacz komunistyczny, polityk, premier Chorwacji (ur. 1920)
  - Zbigniew Mikołejko, polski filozof i historyk religii, eseista, pedagog (ur. 1951)
  - Pedro Rubiano Sáenz, kolumbijski duchowny katolicki, arcybiskup Bogoty, kardynał (ur. 1932)
  - Jadwiga Staniszkis, polska socjolog, profesor nauk humanistycznych, publicystka (ur. 1942)
- 2025:
  - Jadwiga Jankowska-Cieślak, polska aktorka (ur. 1951)
  - Angélico Sândalo Bernardino, brazylijski duchowny katolicki, biskup pomocniczy São Paulo, biskup Blumenau (ur. 1933)
  - Werner Thissen, niemiecki duchowny katolicki, biskup pomocniczy Münster, arcybiskup Hamburga (ur. 1938)